# Висоцьк (Сарненський район)
Висо́цьк — село в Україні, у Сарненському районі Рівненської області, центр Висоцької сільської громади. Населення становить 1746 осіб. З 1940 по 1959 роки було центром Висоцького району.

## Назва
Висоцьк, відомий під назвою Вишгород (Височко), — містечко над річкою Горинь. Своєю назвою воно завдячує високій горі, насипаній людськими руками, на якій колись височів замок.[джерело?]
Польською мовою згадується як Wysock, російською — як Высоцкъ.

## Географія
Згідно з дослідженням 2017 року, за яким оцінювалися масштаби антропогенної трансформації території Дубровицького району внаслідок несанкціонованого видобутку бурштину, екологічна ситуація села характеризувалася як «сприятлива».
Тваринний світ налічує 304 види хребетних, у тому числі круглороті та риби — 34, земноводні — 11, плазуни — 7, гніздові та зимуючі птахи — 186, ссавці — 66 видів.[джерело?]
Рідкісні рослини: верба лапландська, верба чернична, береза пухнаста, вільха сіра, андромеда, молодильник озерний, звіробій сланкий, осока дводомна, папороть болотна, образки болотні, розривтрава, росичка круглолиста, росичка середня, ситник бульбистий, сфагнум побережний.[джерело?]
Рідкісні тварини: лелека чорний, журавель сірий, чапля біла, кіт лісовий, бобер, видра, горностай.[джерело?]
У Висоцькому лісовому заказнику на березі річки Горинь зростає шестисотрічний дуб.[джерело?]

### Клімат
Клімат у селі вологий континентальний («Dfb» за класифікацією кліматів Кеппена). Опадів 611 мм на рік. Найменша кількість опадів спостерігається в лютому й сягає у середньому 29 мм. Найбільша кількість опадів випадає в червні — близько 89 мм. Різниця в опадах між сухими та вологими місяцями становить 60 мм. Пересічна температура січня — -5,6 °C, липня — 18,6 °C. Річна амплітуда температур становить 24,2 °C.
| Клімат Висоцька                   | Клімат Висоцька | Клімат Висоцька | Клімат Висоцька | Клімат Висоцька | Клімат Висоцька | Клімат Висоцька | Клімат Висоцька | Клімат Висоцька | Клімат Висоцька | Клімат Висоцька | Клімат Висоцька | Клімат Висоцька | Клімат Висоцька |
| Показник                          | Січ.            | Лют.            | Бер.            | Квіт.           | Трав.           | Черв.           | Лип.            | Серп.           | Вер.            | Жовт.           | Лист.           | Груд.           | Рік             |
| Середній максимум, °C             | −2,6            | −1,3            | 3,4             | 12,4            | 19,3            | 22,9            | 23,9            | 23,1            | 18,2            | 11,7            | 4,7             | −0,1            | 11,3            |
| Середня температура, °C           | −5,6            | −4,5            | −0,3            | 7,5             | 13,7            | 17,5            | 18,6            | 17,7            | 13,2            | 7,7             | 2,2             | −2,6            | 7,1             |
| Середній мінімум, °C              | −8,6            | −7,7            | −4              | 2,7             | 8,2             | 12,1            | 13,3            | 12,3            | 8,3             | 3,8             | −0,2            | −5,1            | 2,9             |
| Норма опадів, мм                  | 36              | 29              | 29              | 42              | 56              | 89              | 81              | 64              | 57              | 45              | 41              | 42              | 611             |
| --------------------------------- | --------------- | --------------- | --------------- | --------------- | --------------- | --------------- | --------------- | --------------- | --------------- | --------------- | --------------- | --------------- | --------------- |
| Джерело: Climate-Data.org (англ.) |                 |                 |                 |                 |                 |                 |                 |                 |                 |                 |                 |                 |                 |

### Пам'ятки природи
- Почаївський заказник — ладшафтний заказник національного значення площею 905 га, розташований поблизу села.[8]
- Висоцький заказник — лісовий заказник національного значення площею 110 га, розташований поблизу села.[8]
- Дендропарк — комплексна державна пам'ятка природи місцевого значення площею 1,5 га, розташована в селі.[9]

## Історія
Перша письмова згадка про Висоцьк датується 1005 р., хоча археологічні розкопки свідчать, що ще задовго до цього тут протікало життя.[джерело?]
У Києво-Печерському Патерику редакції Києво-Печерського архімандрита Йосипа Тризни пишеться: «…третіе богомоліе епископию постави(хъ) и придахъ к ней городиъ съ погостиъ в послушаніе и священне и благословенне держати себъ въ туровской епископіи: Пинскъ,.. Дубровица, Виъсочко… и поставихъ перваго епископа Фъому…». Також багато пам'яток із кам'яної доби розкидані по околицях Висоцька, що свідчить про споконвічне заселення цієї території. З археологічних пам'яток тут часто можна знайти намиста з червоного сланцю. Поблизу Висоцька стояли поселення скотарських племен доби неоліту та бронзи.[джерело?]
У давнину побережжям Горині володіли слов'янські племена. Околиці Висоцька, заселені, однак, населенням мішаним, були ніби граничною межею, перехідним пасом від роду древлянського до роду дреговичанського. Назва села Грані, поблизу Дубровиці, є саме пам'яткою цих двох слов'янських племен.[джерело?]
Відомо з історії, що вже в ХІ ст. серед тубільних племен почали ширитися розбоєм удільні варязько-руські князі, згадки про яких розкидані в літописі вже за 1116 р. Русь управлялась роздільно, і тому вже тоді на цих захоплених землях князі з династії Рюриків віддавали перевагу своїй території, названій «Погоринські городи», що лежали між Горинню. До них належить Городна або Городен, який був центром удільного князівства на західному березі озера Городенського (тепер болото), а нині село Городна (колись Городно; городище Залічисько за 2 км на північний схід від села) Столінського району Брестської області Білорусі, де засів на престолі рід Всеволодка Володимировича, який князював тут від 1116 по 1192 р. (Іпатіївський літопис), Серед них були також над Горинню Дубровиця, Висоцьк (у складі Дубровицького князівства), Степань, Пересопниця, Дорогобуж.[джерело?]
Острівне важкопрохідне положення Висоцька та заплавна діброва давали повну безпеку від несподіваного нападу, і, ніби укріплене природою, містечко могло бути бажаним сховищем для тих, що хотіли в ньому осісти. Тому цілою дубровицькою околицею володіли під кінець ХІІ ст. дубровицькі руські князі. Серед них відомі в історії князь Гліб Юрійович, правнук Михайла Святополка, який брав участь у славній переможній Єрельській битві Святослава Всеволодовича в Київському князівстві з половецьким ханом Кобяком. Другий дубровицький князь, Олександр, став не менш відомий своєю смертю в 1224 р. над р. Калкою, де руси понесли від монголів кривавий розгром.[джерело?]
Після загарбання Русі монголами відомостей про надгоринські городи і Висоцьк не має аж до Литовської доби.[джерело?]

### Новий час
Постійні міжусобиці між татарськими старшинами дуже ослабили їх владу на українських землях, і завдяки цьому литовські князі змогли легко оточувати значну частину цих територій.[джерело?]
Війну з татарами розпочав великий князь Ольгерд, син Гедиміна, в 1363 році. Ще завзятішу війну з ними вів Великий князь Витовт. Близько 1400 року орда зреклася своїх прав над Україною на користь Великого Литовського князівства.[джерело?]
У XV ст. Дубровиця вже була коронною волостю, якою від імені господаря управляли намісники. Таким намісником в 1476 р. був князь Мосальський. Невдовзі Висоцьк дістався в дарунок князям Ольгімунтовичам Гольшанським. Висоцьк займав давню територію князя Дубровицького. В нього входить так званий «Дзвін Дубровицький», що означає «парафія, ключ», зі Століна, Сехова (Томашгород), Стрільська, Кураша і Висоцька. Немає відомостей про те, якому з князів Гольшанських був подарований Висоцьк і в якому році. Треба припускати, що ці добра міг отримати хіба князь Іван, син Юрія, онук Семена Івановича, званого «Лютий», який був тестем Владислава Ягелли (Нарбут. Хроніка Биховця), а правнук Івана Ольгімунтовича за дорученням князя литовського Вітольда був київським намісником (1379—1401 рр.). Таким чином рід князів Гольшанських був знатний і до того ж чисто литовський.[джерело?]
У часи входження до складу Великого князівства Литовського Висоцьк був містечком Волинського воєводства з приватновласницьким статусом.
Місцевості навколо Висоцька з огляду на своє положення були замкнуті й відокремлені, однак, завдяки Горині, яка була для торгівлі вигідним шляхом, тут на той час протікало жваве життя й розквітала торгівля. Доказом того є знайдені у Висоцьку та його околицях стародавні римські монети. Але й пізніше Горинь мала для цієї місцевості чимале торговельне значення, будучи єдиним водним шляхом, який полегшував зв'язок між Литвою та Волинню. Також і для мандрівників, за відсутністю доріг, річка була єдиним шляхом. Саме сюдою в 1486 р. вирушили в дорогу посли від воєводи волоського до московського царя Івана Васильовича (Грозного), про що довідуємося з охоронної грамоти, виданої їм великим литовським князем Олександром Ягеллончиком. Цей шлях був вигідним і безпечним ще й тим, що Полісся вбереглося від татарського нападу хана Мендигирея (1483 р.).
Саме князь Іван Гольшанський, володар великого дубровицького двору, за участь у змові проти короля був страчений в Києві 30 серпня 1481 р. (Данилович. Скарбець дипломатичний). У нього було двоє синів — Георгій та Юрій. Старший мав у володінні Глуськ, а молодший — Дубровицю. І саме Юрій першим почав писатися Гольшанським — Дубровицьким. Під час правління цього князя Висоцьк й околиці розвиваються. Села стали осілими, а селяни видирали в лісу землі під поля. Непродуктивний досі Висоцьк розрісся і став досить великим поселенням. Юрій, якому сподобалась ця місцевість, побудував тут замок і оселився в ньому. Назвав цей замок Вишгородом. Князь був хоробрим лицарем й успішно відбивав напади татар на свої замки під керівництвом князя Костянтина Івановича Острозького, великого литовського гетьмана, одного з найталановитіших полководців того часу, потомка давньої династії українських князів. Костянтин Острозький провів 60 битв із татарами. Найславніший бій із татарами відбувся у 1527 році під Ольшаницею на Київщині. Ще один героїчний епізод стався взимку. Татари рушили на Полісся і дійшли аж до Пінська. Коли поверталися з ясиром, князь Острозький несподівано вдосвіта вдарив по ворогу, так що загарбники не мали часу осідлати коні. Бій ішов у глибоких снігах. Тоді 24 тис. татар поклали свої голови. З полону було визволено 40 тис. бранців.
І все-таки, коли князь був відсутній, татари напали на Дубровицю і вщент її розорили.
Князь Юрій був два рази одружений. Перша дружина — Юліана-Іванна Ярославівна, княжна Острозька, друга — Марія, донька князя Андрія Сангушка, маршалка землі Волинської, Володимирського старости. Дружини залишили велике потомство. В пізніших, спокійних роках відсунувся князь у тінь висоцького замку. Передсмертною волею залишив дружині до кінця життя (поки не вступить у другий шлюб) замок у Висоцьку з містом і усіма землями, з усіма бенефіціями, які до нього належать, а також двір Велюнь, дворик Струга, село Лютинськ. Заповіт був складений при свідках у висоцькому замку в 1537 р. Князь Юрій Гольшанський-Дубровицький похований у Києві в Пустинському монастирі.
Однак вдові князя Марії нелегко було вступити у володіння добром, яке залишив їй чоловік. Перешкоджали цьому її пасерби Іван та Володимир (князь Дубровицький). Після тривалої боротьби за спадок княгиня Марія осіла у Висоцьку й тут виховувала дітей.
У цей небезпечний (перед татарськими набігами) час польський король віддає наказ про озброєння замків погоринських городів. Така увага вплинула на розвиток цих поселень. Вишгород, або Висоцьк, у зв'язку з тим, що лежав над «портовою» річкою, почав розвивати торгівлю збіжжям і деревом.
Княгиня Марія Гольшанська — Дубровицька померла в 1553 р. Після її смерті Висоцьк з прилеглими околицями перейшов у володіння до її синів Семена та Андрія. Обоє синів не мали дітей, і після їх смерті рід цей закінчився. За життя (за Бонецьким) Семен був у 1551 р. литовським стольником, але невдовзі, видно, помер, бо вже у 1558 р. його сестри поділили між собою добра брата (розподіл цей є у Висоцькому архіві).
Ключ Висоцький, розкинутий високо над Горинню, Случем, Серетом належав одній із сестер князя Семена — Федорі, одруженій з Богданом Соломарецьким. Князі Соломарецькі, згідно з Синдиком, який ще й досі зберігається в соборній церкві м. Любеч (Е. Руліковський), походили від чернігівських князів Рюриковичів. Богдан Соломарецький, одружившись із дубровицькою княжною, осів не у спадкових маєтках в околицях Мінська, а в маєтку дружини — Висоцьку.
У той час, про який іде мова, Козаччина стала такою потужною силою, що загрожувала не тільки Україні, де виникла, але й Волині та Литві. І хоча Висоцьк своїм положенням був безпечний від ворогів, однак із часом і він не вцілів.
1593 р., продираючись із Петрикова через Турів на Волинь, Северин Наливайко разом із козаками, увірвались у Висоцьк, спустошили як саме містечко, так і його околиці (із архіву Висоцька). У Северина Наливайка була заклята ненависть до польських панів, викликана тим, що пан Калиновський у Гусятині відібрав поземельне володіння у його батька і забив старого до смерті. Через це він підняв селянсько-козацьке повстання проти шляхетського ладу Польщі.
Восени 1595 року Наливайко відкрито виступив проти Польської корони. Його повстання мало й релігійний відтінок. Бо саме в цей час владики Іпатій Потій і Кирило Терлецький за підтримки короля Сигізмунда без собору поїхали в Рим із проханням підпорядкувати православну церкву в Україні Папі та зі згодою на унію (об'єднання). З допомогою Костянтина Острозького підтримувалося православне благочестя у бідних людей і цим живило повстання Наливайка.
Сином Богдана Соломарецького був князь Іван. Мав дві дружини. Перша — Беата Дольська, друга — Могожата Лисаковська. Єдиним спадкоємцем Івана був князь Лев Миколай, підкоморій Пінська, а потім смоленський каштелян. За його правління Висоцьк вдруге був спустошений козаками.
У 1613 р., коли Лев Миколай збирався на Сейм до Варшави, п'ять тисяч козаків під проводом Топчина і Шульжина вдерлись у Дубровицю і Висоцьк. Князь Лев Миколай (за Бонецьким) помер у 1637 р. Мав він сина і п'ять доньок. Княгиня після смерті чоловіка проживала у висоцькому замку. Висоцьк був розташований на найближчій дорозі з Литви на Волинь. 1636 р. відвідав його князь Альбрехт Радзівіл — литовський канцлер. Княгиня Соломарецька разом із сином Яном-Владиславом у 1639 р. звели церкву у Висоцьку.
Ян-Владислав у молодості поїхав за кордон, де з відомим Мелентієм Смотрицьким слухав лекції в німецьких університетах. Відомо, що якийсь час Мелентій Смотрицький мешкав у Соломарецьких у Висоцьку. Він у 1610 р. під іменем Ортолога в книзі «Плач східної церкви» скаржиться на втрату найвпливовіших родин, що перейшли в католицизм: «Де дім Острозьких, — запитує автор, — славний перед іншими сяйвом древньої віри? Де родини … Сангушків, Чарторийських, Соломарецьких, Масольських і інших, яких порахувати важко? Де славні, сильні, у всьому світі відомі мужністю і хоробрістю Ходкевичі, Сапеги, Воловичі, Паци, Тризни, Горностаї, Гойські, Семашки, Кидреї, Сосновські? Злодії відняли у мене цю дорогоцінну одежу. І тепер наругу чинять над моїм бідним тілом, із якого всі вийшли!». Розповідалося у цьому творі від імені церкви.
У межі широкого Висоцького ключа під час князювання Яна-Владислава входили: Висоцьк (замок і містечко), Вороні, Бродець, Річиця Васильова, Лука, Удрицьк, Струга, Вікаровичі, Теребежов, Столін, Городище, Річиця Волоська, Деревня, Глінка. Біля с. Річиця Васильової (нинішня Вербівка) знаходиться два великих озера, з'єднаних каналом. У глибині їх можна натрапити на палі дерев, що, правдоподібно, були слідом старих прибережних поселень. За місцевими легендами, тут існувала в давнину оселя «Почаїв», яка за гріхи і злочинство жителів запала в землю разом із церквою, а безодню покрили води озера (з однойменною назвою Почаївське). Кожного року на Великдень, як голосить легенда, з глибини озера долинають церковні дзвони і жалібні стогони (Едвард Руліковський).
Князь Ян-Владислав був одружений з Анною Воловичовою. Помер у 1640 р. Був він останнім потомком князів Соломарецьких. Через рік після його смерті пожежа знищила висоцький замок, а з ними згорів домашній архів князів Дубровицьких і Соломарецьких. Спадок після смерті бездітного князя перейшов до його сестер.
1 лютого 1646 р. у висоцькому замку, який вже на той час видно був відбудований, відбувся розподіл спадкових добр між чотирма сестрами. Так Анні Євграції з князів Соломарецьких, яка була за Генриком Кашовським, дістались: місто і замок Висоцьк, село цієї ж назви, фільварок Бродець, с. Удрицьк, Річиця, село і фільварок Миляч, с. Жадінь, село і фільварок Тумень із млином і ставком, села Озера, Єльно, Клесово. Генрик Кашовський спочатку був волинським мечником, а потім (1649 р.) став віленським каштеляном.
У 1654 р. татарський загін вдерся у Висоцьк, зруйнував містечко, а людей вирізав. Документи свідчать, що під час нападу каштелян Кашовський потрапив у полон, але за величезний викуп в тому ж році повернувся додому. Та вдома, у Висоцьку, був недовго, бо незабаром вирушив у московську експедицію, з якої повернувся поранений. Висоцький замок він не відбудував, а згодом (1655 р.) продав його князю Арнольдові Гедройцу, який у свою чергу продав його в 1664 р. гетьману Запорізького війська Павлові Тетері. Опустілий від часу нападу татар Висоцьк Павло Тетеря заселив людьми і зробив із нього волость, на фундаменті старого замку відбудував новий.
Коли польський король Ян II Казимир наказав схопити Юрка Хмельницького, швагра Тетері, за зраду Речі Посполитої, гетьман Тетеря в Інструкції, яка була дана послові козацькому Іскрицькому, що їхав на Сейм до Варшави, наказував, щоб той просив Сейм про інтернування Юрка до Висоцька, тобто в місце, віддалене від України, обіцяючи, що він і ногою не поворухне ніде, а буде приватно сидіти, молячись до «Пана Бога, як на монаха пристало» (Юрко тоді був ченцем). Про це і дружина Олена, як писалося далі в Інструкції, «плачучи просить, бо тільки в єдиному братові має надію»(Листи Тетері в збірці Свіджинського). Серед козаків Тетеря не довго тішився славою. Перед загрозою бунту сам зрікся українського гетьманства. З Чигирина втік у свої поліські маєтки (Висоцьк, Колки, Рафалівку), де перебував деякий час.
У 1668 р. маєтки Висоцька Тетеря записав на заснування колегії єзуїтів у Варшаві. Уклавши з ними угоду, що, поки він житиме, вони платитимуть йому щорічно 8000 злотих. У 1669 р. єзуїти були введені у володіння Висоцьком. Але несподівано Тетеря у тому ж таки році ліквідовує свою домовленість із єзуїтами і продає Висоцьк за 60000 злотих Стефанові Пісочинському. Та Пісочинський у визначений строк не сплатив суму, що потягнуло за собою судовий процес. Уже після смерті Павла Тетері між Пісочинським і єзуїтами почався запеклий спір за Висоцьк. Ще в 1669 р. Пісочинський вигнав єзуїтів з містечка. Тетеря пізніше підтвердив свій продаж маєтків Пясочинському, але в той же час, будучи в Адріанополі, переказав послові Речі Посполитої Висоцькому письмову заяву, у якій говориться, що він і надалі підтримує свій запис на користь єзуїтів (Архів Висоцька). Декрет трибуналу в 1671 р. признав право спадкоємства за єзуїтами.
Тим часом виникли нові клопоти. Після смерті Тетері його спадкоємці Шурля та Іскрицький почали висувати свої претензії на Висоцьк. Шурля був двоюрідним братом Тетері, а Іскрицький — його племінником. Почався новий процес. Та Пісочинський хотів дійти згоди з єзуїтами, але вони відкинули цю пропозицію. Справа дійшла до Сейму. Але і там її постійно відкладали. Пясочинський, поки тягнулася справа, помирає. І продовжує її його син Єжи. Єзуїти домагаються його вигнання і декрету введення їх у Висоцьк при допомозі військового ескорту, якщо зустрілися б з опором. Таким чином єзуїти з допомогою військового ескорту були введені у володіння цими маєтками. Попри це, ще довго тягнулася суперечка між сторонами, поки в 1700 році Єжи Пясочинський остаточно зрікся своїх претензій на Висоцьк на користь єзуїтів. Справа спадкоємців Тетері тяглася аж до 1742 року, коли декрет Литовського трибуналу назавжди відкинув їх претензії щодо Висоцька, і він остаточно залишився у володінні єзуїтів.
За володіння єзуїтів, а відзначалося воно великим порядком, Висоцьк добре розвивався. При допомозі корчування зробили управні поля і луки, засновували рільничі фільварки, насипали греблі, побудували мости, осушили болота. Сліди їхньої господарської роботи ще й досі помітні. Поруч замку звели католицький костел.
Висоцьк був розташований на шляху з Литви на Волинь. У 1695 році Кшиштоф Завіша, воєвода мінський, автор відомих спогадів, виданих І.Бартошевичем, будучи проїздом з Бердичева до Мінська затримався у Висоцьку. Литовський шлях проходив через Бережницю, Дубровицю, Висоцьк і Давидгородок.
10 березня 1710 року на свято Іоахіма приїхав до Висоцька пінський єпископ Кульчицький, який відправляв службу у церкві Удрицькій. До цієї церкви масово прибували віруючі, щоб поклонитися чудотворній Іконі Божої Матері.
У 1773 році орден єзуїтів буллою Клементія XIV був ліквідований, а всі земельні добра, які йому належали, перейшли у володіння Речі Посполитої, і невдовзі на Сеймі в 1775 році їх призначено для громадського виховання і доручено догляд за ним комісії освіти.
Гродненський Сейм у 1793 році призначив більші права цій же комісії. В результаті пропозиції комісії Сейм встановив дві комісії (одна — для Корони, інша — для Литви), так звані роздавальні, для розпорядження і орендування добр. Ці комісії прийняли за основу віддати маєтки тільки осілим громадянам не шляхом аукціону, а більшістю голосів членів комісії відносно ціни, яка була вказана ревізорами. Той, хто купував, мав обов'язок дати запоруку, що не буде мати заборгованості, а також платити процент «чверть і пів від ста» від встановленої суми в двох частинах наперед.
У 1774 році роздавальна комісія віддала Висоцьк у володіння Ігнацієві Вигоновському, підкоморію Брест-Литовського воєводства (Архів Висоцька).
У 1778 році Висоцьк отримав у оренду від Вигоновського Матеуш Бутримович, поміщик із Кристинова під Пінськом. Саме він допомагав князю Огінському у копанні каналу для поєднання річок Польщі і моря, а цим самим і Прип'яті з Німаном і Балтикою. Ще й сьогодні цей канал називається Огінським. Це він проклав так званий Волинський тракт, насипаючи вал через котловину Прип'яті, а далі суходолом аж до Висоцька і Дубровиці.
Після скасування єзуїтів, 20 січня 1774 року був проведений перепис маєтків Висоцька його адміністратором Андрієм Терлецьким. З цього перепису довідуємося, що замок стояв на невеликій горі над рукавом Горині. Від в'їзду у місто до замку вів міст над ровом, який оточував увесь замок. Замок складався з кількох будинків, тобто з головної резиденції і флігеля. В головній резиденції вікна були обрамовані оловом, печі викладені зеленими кахлями. Далі — кухня, холодильня, приміщення для сушіння риб, стайня і пивний бровар. Неподалік замку, над призамковим каналом, стояв католицький костел з тесаного дерева, покритий гонтою з двома вежами, а в середині з трьома вівтарями.
Тут же, навпроти костелу, церква з тесаного дерева, покрита гонтою, з чотирма роговими куполами, а п'ятим, великим, посередині. В церкві було п'ять вівтарів, а поруч церкви — дзвіниця. З іншого боку укріпленого валу — овочеві городи і фруктові сади. Озброєння замку становило п'ять гвинтових мушкетів, шість коротких мушкетів, два карабіни, три залізних гармати. З опису бібліотеки, залишеної єзуїтами, бачимо, що вона забезпечена була переважно теологічними книгами. Серед рукописів була книга, яка розповідала про чуда Божої Матері в Удрицькій церкві. У самому містечку Висоцьку було 83 будинки, у яких проживало 83 господарі, 134 сини, 41 родич. Було 122 воли, 42 коні. У містечку проживало 7 жидів, які платили дворові так званий чинш у сумі 16 злотих. Городяни і ті, що мешкали на дворі, платили по 6 злотих з постійної луки і мусили відробляти панщину по два дні на тиждень у фільварку Бродець і 12 днів під час жнив, а допомагали їм при цьому піддані з інших міст, які належали до цього фільварку. На облаву під час полювання повинні були виходити всі.
Під час перепису у маєтках Висоцька записано, що в селі Підвисоччя — 40 будинків, Тумені — 25, Жадені — 20, Річиці — 15. Очевидно у той перепис не входили боярські двори. В селі Удрицьк було 43 доми, Міляч — 25, Озерах — 45, Єльні (давнє Гнойне) — 16. Висоцькі села розкинулись на 11 миль. Навколо Висоцька були надзвичайно зручні умови для полювання на дикого кабана, лося, рись і ведмедя. Було багато бобрів. У переписах замкових господарських знарядь є аж 31 бобровий капкан. Ще й сьогодні можна зустріти хатки бобрів. У ті часи тутешні річки і озера були повні риб.
Висоцьк споконвіку належав до Литви у складі Брест-Литовського воєводства Пінського повіту. Після поділу Польщі його приєднано до новоствореної Мінської губернії, а в 1805 році разом із Дубровицею приєднано до Ровенського повіту Волинської губернії.
Після смерті Ігнація Вигоновського, брест-литовського підкоморія, його сини Ян, Казимір, Віцентій, Еліаш, Павел і Юзеф отримали у спадок Висоцьк. У зв'язку з тим, що ці маєтки відповідно до закону не можна було ділити, Павел, заплативши своїм братам відповідну суму, став єдиним власником цих земель. Але він же 20 січня 1805 року в Києві переписав маєток у вічне володіння Вацлаву Борейку, тодішньому маршалкові шляхти Ровенського повіту, який був в історії провінції відомою особою. Був він опікуном крайової освіти, як член освітньої комісії, і почесним наглядачем світських шкіл протягом 40 років, а також взірцевим урядовцем. Прикрашає Висоцьк парк, закладений Борейком під час проживання у містечку. Він приєднав до Висоцька Підвисоччя, що стало приміською вулицею. Розселяв людей у своєму маєтку. Заснував голландську колонію, яку розмістив на землях свого маєтку і назвав Софіївкою за іменем своєї доньки з Борейків Руліковських. Виділив колоністам значну кількість луків. Голландські колоністи займалися розведенням великої рогатої худоби, коней, виробництвом сирів.
Від Вацлава Борейка перейшов Висоцьк у власність Руліковських. Володіли вони 51 тисячею десятин орної землі, у тому числі лісів і сінокосів 30.449 десятин і 443 сажні.
Місцеві жиди займалися торгівлею ягодами, грибами, які росли в лісах у великій кількості. Щороку відправляли по воді цілі каравани з продуктами до золотоверхого Києва та Одеси.
Висоцьк віддалений на 130 верст від Рівного і на 3 версти від станції Висоцьк Поліської залізниці (Віленсько-Ровенської). Містечко має свою церкву Пресвятої Богородиці, народну школу, жидівську божницю і Головне правління (волость). Тут відбувається 5 ярмарків на рік, в основному сільськогосподарських знарядь і плодів. Гміна (волость) охоплює 16 місцевостей, які мають 518 будинків і 5184 мешканці. Селянам надано право земельної власності на 13560 десятин орної землі. Також у межах гміни є 53142 десятини великої земельної власності і 385 десятин церковної. Вся територія гміни охоплює 67087 десятин земель (7776 орної) і має 7768 мешканців.
З архівних документів дізнаємося, що на середину XIX ст. Висоцьк складався із власне містечка Висоцьк (37 дворів, 130 чоловіків та 104 жінки), вул. Задвурської (15 дворів, 53 чоловіків та 56 жінок) та вул. Підвисоччя (38 дворів, 89 чоловіків та 85 жінок).
Станом на 1859 рік, Висоцьк був поміщицьким містечком, тут діяли дерев'яна православна церква, синагога, єврейський молитовний дім і цегляний завод.
На той час у Висоцьку проживало багато євреїв, і кількість їх невпинно зростала, тому влада була вимушена вдаватись до радикальних дій. Зокрема волинський губернатор циркуляром від 8 листопада 1882 року за № 3191 розпорядився про виселення тільки що поселених євреїв із сіл та хуторів у тижневий термін. Була на той час ще й проблема сектантів-штундистів. З'їзд Волинської єпархії у 1880 р. спроектував підготовчі заходи для боротьби зі штундистами. Крім національної, релігійної, існувала ще й господарча проблема. В «Урядовому віснику» були опубліковані звіти про чуму рогатої худоби в 10 повітах Волинської губернії, зокрема й у Ровенському, до якого належав і Висоцьк.
Динаміка росту Висоцька прослідковується з роками. Якщо в 1845 р. було 90 селянських дворів, то вже у 1891 р. їх налічувалося 155 (620 чоловіків та 596 жінок) та 32 двори військових (129 чоловіків та 137 жінок). А в 1912 р. стало 344 двори та 2776 жителів (разом із с. Річиця).
За соціальним станом Висоцьк був селянським містечком. Дворів на 1907 р. налічувалося 217. У них проживало 951 чоловік та 940 жінок. Військових же дворів було 12 (48 чоловіків і 49 жінок), а міщан всього 5 дворів (21 чоловік та 29 жінок).
Адміністративно Висоцьк поділявся на містечкову управу та волосне управління. До містечкової управи належав центр Висоцька, до волості — вулиці Підвисоцька, Задвур'є, Містечкова. Основне населення становили українці та євреї. Євреї заселяли центр містечка, займалися кустарним виробництвом, зокрема, виробленням шкур, чоботарством, столярством, торгівлею.
У Висоцьку був цегельний завод, лісопильня, обидва закрились на початку XX століття. У центрі височіла єврейська синагога, православна церква, монополька, корчма, дільничний поліцейський пост, церковно-приходська школа. Населення становило близько 5 тис. чоловік, з них письменних — всього 3 %.
Населення жило в тяжких умовах, землю обробляли вручну, плуги та борони у більшості хліборобів були дерев'яні. Найбідніші селяни змушені йти на заробітки, на сплав лісу. Височани жили в курних дерев'яних непобілених хатах, які освітлювалися лучиною. Гасові лампи мали тільки поміщик та піп. Активні виступи селяни Висоцька припадають на 1909 р., коли в сутичці з поліцією і черкесами з особистої охорони місцевого поміщика Ісакова був поранений селянин Олімпій Щур. Зафіксовано також у документах бунт в с. Річиці, що поблизу Висоцька, все проти того ж поміщика Ісакова, події якого описав Гофман у статті «Аграрні безпорядки з кривавим результатом».

### Початок XX століття
До 1917 року село входило до складу Російської імперії. У 1906 році містечко входило до складу Висоцької волості Рівненського повіту Волинської губернії Російської імперії. У 1918—1920 роки нетривалий час перебувало в складі Української Народної Республіки.
У січні 1918 року розпочалась перша радянська окупація. Після укладення Берестейського мирного договору, коли до влади прийшла Центральна Рада, у Висоцьк із загоном німецьких військ прибув керуючий маєтком Котович й заарештував декількох більшовицьких посіпак. За Ризьким мирним договором у 1921 р. Висоцьк у складі інших західноукраїнських земель потрапив до складу Польщі. На той він належав до Лунінецького повіту Поліського воєводства (сучасна Брестська обл.).[джерело?]

### Між двома війнами
У 1921—1939 роки входило до складу Польщі. У 1921 році містечко входило до складу Сарненського повіту Поліського воєводства Польської Республіки. 1 січня 1923 року розпорядженням Ради Міністрів Польщі Висоцька гміна вилучена із Сарненського повіту і включена до Столінського повіту. У 1935 році міське селище Висоцьк разом із селом Висоцьк, хуторами Бродець, Чорновирка, Борек, Осов'я, Пасіка та фільвароком Висоцьк належало до громади Висоцьк гміни Висоцьк Поліського воєводства.
На поневолених землях постійно тривав національно-визвольний рух. Громада Висоцька виступала проти полонізації дітей у школах, проти польських вчителів. 11 листопада 1935 р. молодь с. Річиця відмовилася співати державний гімн.
Боротьба висоцьких підпільників стала яскравою сторінкою національно-визвольної боротьби українського народу. Ось що згадують учасники тих буремних подій: Самійло Малько
«У жовтні 1920 р., після відступу Червоної Армії з-під Варшави, наш район був знову окупований польськими військами Пілсудського. Уряд Польщі на окупованих територіях проводив тотальну полонізацію. Імперіалістичну політику польської держави висловив міністр освіти Червінський: „Польська історична місія на просторах від Балтики до Чорного моря“».
Тільки в одному Висоцькому районі було засуджено до ув'язнення в Картуз-Березі й виселенню з прикордонної зони 7 чоловік, убито — 1, повішено — 3, померло у тюрмі й після виходу з неї — 4 чол., десятки активістів (у тому числі і я) пройшли через катівні Столінської дефензиви та тюрми". Федір Пирішко
«У серпні 1921 р. партизанський загін під керівництвом М.Вишневського здійснив наліт на містечко Висоцьк. Партизанський загін, озброєний рушницями, двома кулеметами та гранатами, обстріляв споруду поліцейського постерунку і направився в містечко Теребежов.
У 1928 р. посилився терор, пацифікація.
Селяни Висоцької гміни і далі чинили жорстокий опір комасації та ліквідації сервітутів. Вони проганяли з полів землевпорядників. У Висоцьку селяни обрали делегацію і відрядили її у староство та міністерство. Очолив цю делегацію Микита Малько і його син Самійло. По всій Висоцькій волості комасацію вдалося провести в трьох селах.
У Висоцьк приїхав посол К.Пелехатий. Поліція не дозволила проводити мітинг просто неба. Комуністична організація знайшла велику селянську хату. На збори прийшло понад 200 чоловік. Поліція хотіла розігнати народ, але Пелехатий вніс протест проти сваволі поліції. Збори відбулися. Після виступу Пелехатого було прийнято резолюцію, яка відображала протест і невдоволення народу проти утисків національних меншин урядом Пілсудського.
На одних зборах у Висоцьку заможні селяни Пархомовичі, Дундичі, Рожки та інші виступили за комасацію, у той час як біднота виступила проти комасації, вимагаючи землю без викупу.
Височани користувалися так званими сервітутними правами. Польським поміщикам така справа була невигідною. Уряд Пілсудського приступив до ліквідації сервітутів взагалі та зокрема у самому Висоцьку. Боротьба за сервітути тяглася більше двох років (1927—1929 рр.). Земельний комісар виділив для височан земельний наділ біля с. Рудня, самий пісок та болото за 9 км від Висоцька. Одночасно хороші випаси, розташовані поблизу Висоцька, були продані заможному селянству.
Висойцька громада вирішила відправити до Пілсудського делегацію. Делегатами було вибрано Йосипа Мосійчука, Андрія Садовника та Микиту Малька. У 1928 р. делегація виїхала до Варшави. Але у міністерстві її навіть близько не допустили до кабінету Пілсудського. Зустрів делегатів керуючий Висоцьким маєтком і сказав, що з їхньої скарги нічого не вийде. Так ні з чим і повернулися додому. А в 1929 р. сервітути були ліквідовані.
У Висоцьку в 1933—1934 рр. через договір із поліцією конфідент (агент) Антон Щур підпалює хлів свого рідного дядька Сидора Щура. Громада Висоцька вимагала від повітового старости притягнення Антона Щура до відповідальності за підпал, після чого А.Щур був суворо покараний шістьма тижнями арешту умовно».
1930 року тут створено підпільний райком комсомолу, секретарем якого обрали І. Д. Щура. В 1932 році польська охранка вчинила масові арешти комуністів і комсомольців-підпільників. Багато з них, у тому числі й І. Д. Щур, загинули від катувань у в'язницях.

### Друга світова війна
1 вересня 1939 року згідно з договором з СРСР гітлерівська Німеччина напала на Польщу. 17 вересня передові та штурмові загони Червоної Армії перетнули кордон та розгромили польську прикордонну охорону. Як наслідок, добре організованого нападу й одержавши повідомлення про перехід Червоною армією польського кордону, німецьке командування віддало наказ військам зупинитися на лінії Сколе — Львів — Володимир-Волинський — Брест — Білосток. Внаслідок спільної німецько-радянської акції польська держава перестала існувати, а уряд Польщі змушений був втекти до Румунії.
У Західній Білорусі Народні Збори в Білостоці 28 листопада одноголосно проголосували за радянську владу, за конфіскацію поміщицьких земель (з декларацією виступив височанин Самійло Малько), націоналізацію підприємств і приєднання до БРСР.
Були вивезені з Висоцька окремі єврейські сім'ї та сім'ї польських урядовців.

#### Німецька окупація
17 липня 1941 року Висоцьк зайняли німецькі війська. Село зазнало грабунку і нищення. У час німецької окупації було спалено хутори Праседовка, Хилін, Гончариха, а в центрі села — лікарню, школу та інші громадські приміщення, низку житлових будинків. У населення окупанти відібрали багато худоби та майна. Близько 480 юнаків та дівчат німці вивезли на роботи в Німеччину, а понад дві тисячі мирного населення було страчено.
Під час Другої світової війни німецький гарнізон у містечку налічував 70 осіб, з них 50 поліцаїв.

##### Знищення німцями єврейського населення
З особливою жорстокістю гітлерівці ставилися до єврейського населення. Так, у Висоцьку було збудовано гетто в межах єврейського містечка. Зганяли єврейські сім'ї із сусідніх сіл до вересня 1942 року і тримали їх як в'язнів.
Напередодні 9 вересня 1942 року німецькі поліцаї посилили охорону, а з самого ранку цього страшного дня почали виганяти всіх євреїв, обшукуючи кожен будинок. Вигнали всіх на площу містечка (поблизу теперішньої школи). Було зібрано близько 2 тис. чоловік. Всіх поставили на коліна і провели ретельний обшук. Потім розділили людей на три колони. Під посиленою поліцейською охороною першу колону погнали вулицею Підвисоцькою до місця розстрілу. На південній околиці містечка над Горинню заздалегідь була викопана глибока яма для страти і захоронення приречених. Місце розстрілу теж охоронялося німцями. Зі страшною педантичністю роздягали жертв, заводили до ями, змушували лягати і вбивали. Робили це неквапливо, професійно. Другу групу вели цим же маршрутом. Проте люди вже знали, що їх ведуть на страту, і почали розбігатися. Багатьох розстріляли. Їх тіла позвозили до місця поховання. Третю колону повели по вулиці Містечковій через Борок, щоб не можна було втікати. Усього було знищено тоді 1864 чоловік.

#### Національно-визвольна війна УПА
У роки Другої світової війни деякі мешканці села долучилися до національно-визвольної боротьби у лавах ОУН і УПА. Висоцьк входив до військової округи «Заграва» регіональної групи УПА-Північ. 22 лютого 1943 року загін УПА під проводом Коробки здійснив напад на німецький гарнізон у Висоцьку, що нараховував близько 200 вояків. Після отримання німцями підмоги в кількості ще 350 вояків, бійці УПА були змушені відступити до лісу. У цьому бою геройськи загинув сотник УПА Григорій Перегіняк (Довбенко-Коробка). Загалом встановлено 137 жителів Висоцька, які брали участь у визвольних змаганнях, з них 71 загинув, 52 було репресовано.

### Післявоєнний період та Перебудова
У 1947 році село Висоцьк разом з хутором Чорновирка підпорядковувалося Висоцькій сільській раді Висоцького району Ровенської області УРСР.
Відповідно до прийнятої в грудні 1989 року постанови Ради Міністрів УРСР село занесене до переліку населених пунктів, які зазнали радіоактивного забруднення внаслідок аварії на Чорнобильській АЕС, жителям виплачувалася грошова допомога. Згідно з постановою Кабінету Міністрів Української РСР, ухваленою в липні 1991 року, село належало до зони гарантованого добровільного відселення. На кінець 1993 року забруднення ґрунтів становило 3,05 Кі/км² (137Cs + 134Cs), молока — 4,9 мКі/л (137Cs + 134Cs), картоплі — 0,57 мКі/кг (137Cs + 134Cs), сумарна доза опромінення — 166 мбер, з якої: зовнішнього — 40 мбер, загальна від радіонуклідів — 126 мбер (з них Cs — 115 мбер).

## Населення
Станом на 1859 рік, у Висоцьку налічувалося 98 дворів та 565 жителів (272 чоловіків і 293 жінок), з них 262 православних, 277 євреїв, 26 римо-католиків. За переписом населення Російської імперії 1897 року в містечку мешкало 912 осіб, з них: 455 чоловіків та 457 жінок; 880 юдеїв. Станом на 1906 рік у містечку нараховувалося 180 дворів та мешкало 2668 осіб.
За переписом населення Польщі 10 вересня 1921 року в містечку налічувалося 471 будинок та 2978 мешканців, з них: 1446 чоловіків та 1532 жінки; 2034 православні, 893 юдеї, 50 римо-католиків та 1 євангельський християнин; 1858 українців (русинів), 893 євреї, 188 поляків, 38 росіян та 1 білорус.
Згідно з переписом УРСР 1989 року чисельність наявного населення села становила 2537 осіб, з яких 1168 чоловіків та 1369 жінок. На кінець 1993 року в селі мешкало 2430 жителів, з них 658 — дітей.
За переписом населення України 2001 року в селі мешкало 2209 осіб. Станом на 1 січня 2011 року населення села становить 1999 осіб.

### Мова
Розподіл населення за рідною мовою за даними перепису 2001 року:
| Мова       | Відсоток |
| ---------- | -------- |
| українська | 99,15 %  |
| російська  | 0,63 %   |
| білоруська | 0,09 %   |
| гагаузька  | 0,04 %   |

### Вікова і статева структура
Структура жителів села за віком і статтю (станом на 2011 рік):
| Вік   | Чоловіків | Жінок | Разом |
| ----- | --------- | ----- | ----- |
| 0-17  | 181       | 181   | 362   |
| 18-39 | 290       | 226   | 516   |
| 40-59 | 269       | 270   | 539   |
| 60+   | 297       | 285   | 582   |
| Разом | 1037      | 962   | 1999  |

### Соціально-економічні показники
| Працездатне населення | Працездатне населення | Працездатне населення | Працездатне населення | Працездатне населення | Працездатне населення | Непрацездатне населення | Непрацездатне населення | Непрацездатне населення | Непрацездатне населення | Непрацездатне населення | Непрацездатне населення | Все населення |
| Чоловіки              | Чоловіки              | Жінки                 | Жінки                 | Разом                 | Разом                 | Чоловіки                | Чоловіки                | Жінки                   | Жінки                   | Разом                   | Разом                   | 1999          |
| ос.                   | %                     | ос.                   | %                     | ос.                   | %                     | ос.                     | %                       | ос.                     | %                       | ос.                     | %                       | 1999          |
| --------------------- | --------------------- | --------------------- | --------------------- | --------------------- | --------------------- | ----------------------- | ----------------------- | ----------------------- | ----------------------- | ----------------------- | ----------------------- | ------------- |
| 661                   | 33                    | 538                   | 26                    | 1199                  | 59                    | 303                     | 15                      | 521                     | 25                      | 824                     | 40                      | 1999          |

| Зайняті  | Зайняті  | Зайняті | Зайняті | Зайняті | Зайняті | Безробітні | Безробітні | Безробітні | Безробітні | Безробітні | Безробітні | Все населення |
| Чоловіки | Чоловіки | Жінки   | Жінки   | Разом   | Разом   | Чоловіки   | Чоловіки   | Жінки      | Жінки      | Разом      | Разом      | 1999          |
| ос.      | %        | ос.     | %       | ос.     | %       | ос.        | %          | ос.        | %          | ос.        | %          | 1999          |
| -------- | -------- | ------- | ------- | ------- | ------- | ---------- | ---------- | ---------- | ---------- | ---------- | ---------- | ------------- |
| 12       | 8        | 18      | 15      | 30      | 11      | 0          | 0          | 1          | 1          | 1          | 0          | 1999          |

| Дорослі | Діти | Пенсіонери | Інваліди Німецько-радянської війни | Учасники бойових дій | Інваліди всіх груп і категорій | Люди, які обслуговуються служб. соц. допом. на дому | Неповні сім'ї | Діти з неповних сімей | Багатодітні сім'ї | Діти з багатодітних сімей | Діти-інваліди | Діти-сироти | Одинокі багатодітні матері |
| ------- | ---- | ---------- | ---------------------------------- | -------------------- | ------------------------------ | --------------------------------------------------- | ------------- | --------------------- | ----------------- | ------------------------- | ------------- | ----------- | -------------------------- |
| 1610    | 427  | 583        | 3                                  | 9                    | 145                            | 22                                                  | 37            | 39                    | 28                | 90                        | 13            | 24          | 2                          |

## Політика

### Органи влади
Місцеві органи влади представлені Висоцькою сільською радою.
Висоцька сільська рада була утворена 1940 року. Сільській раді підпорядковуються села Хилін, Вербівка (з 1981 року) та Висоцьк. Водойми: річки — Горинь, Случ, Сирень, озеро Велике Почаївське. Територія — 117547 тис. м². Населення — 2.790 осіб, щільність — 23.740 осіб/кв.км.[джерело?]

### Вибори
Село входить до виборчого округу № 155. У селі розташована виборча дільниця № 560261. Станом на 2011 рік кількість виборців становила 1604 особи.

## Культура

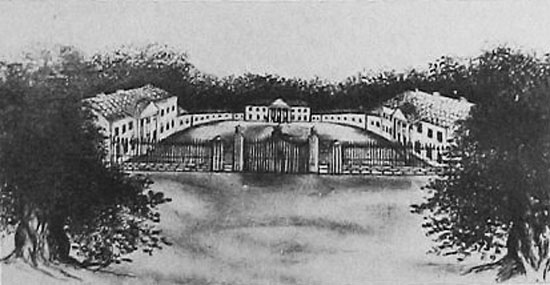
Садиба, XIX століття

У селі працює Висоцький сільський будинок культури на 250 місць. Діє публічно-шкільна бібліотека, книжковий фонд якої становлять 34 252 книги та яка має 20 місць для читання, 3 особи персоналу, кількість читачів — 1268 осіб. Крім того, працює музей історії села Висоцьк.
Для Висоцька, як і для багатьох інших сіл Правобережного Полісся, характерні особливі народні уявлення про лелеку (буська), які досліджувалися науковцями.
Висоцьк з його унікальним історичним минулим, з його неповторним ландшафтом є ідеальним простором, де людина в гармонії з навколишнім середовищем творила і творить власну, притаманну лише цій місцевості, культуру. Недарма й досі збереглися стародавні традиції, легенди, обряди, які в урбанізованому суспільстві вже давно зникли. Носіями їх є поети, музиканти, співаки, танцюристи, інші митці Висоцька, які отримали цей дар від предків і Бога, їх творчість передається з покоління в покоління.[джерело?]

Музична школа нині в селі

Урок сольфеджіо

Особливою шаною у нас користується гуртовий спів. У минулому він виконувався під час обрядових дійств та відпочинку. Регулярні заняття художньою творчістю розпочато з 1947 р. з відкриттям хати-читальні. Першим завідувачем був Сокол Микола Якович та Юдко Ярофій Сидорович. Достовірні відомості про сільський хор у Висоцьку із 25 чоловік є за 1957 р. Керівник- Михайлова (тепер Вигорська) Людмила Олександрівна, яка працювала тоді завідувачкою клубу. Учасниками його були Калапа Петро Герасимович, Сокол Петро Якович та інші.[джерело?]
Клуб був розміщений на вул. Підвисоцькій, хата-читальня — у помешканні Казимірчика Дем'яна. У Висоцьку також діяв районний Будинок культури. Сучасне приміщення його було зведено у 1956 р.[джерело?]
Прославили Висоцьк своєю натхненною творчою працею завідувач відділу культури та директор Будинку культури Степанюк Петро Наумович (1956 р. з його ініціативи було запроваджено щорічні фестивалі народної творчості у Висоцькому районі), народний артист України, художній керівник Черкаського народного хору, заслужений діяч мистецтв України Кухарець Євген Іванович (працював у Висоцьку у 1963 p.).[джерело?]
1952 р. відчинила свої двері масова бібліотека, а в 1961 р. — дитяча. Першими завідувачами були Рожко Галина Феодосіївна та Гром Параска Давидівна. Понад 20 років присвятила бібліотечній справі Степанюк Євгенія Гаврилівна.[джерело?]
3 1975 р. працює музична школа. Очолив її Кульчицький-Гут Микола Федорович, відомий у нас самодіяльний композитор і багаторічний керівник місцевих самодіяльних колективів. Все своє життя присвятили розвитку культури і мистецтва у Висоцьку Макаревич Володимир Володимирович, який спочатку працював художнім керівником Будинку культури, а потім викладачем та директором музичної школи, та Онуферко Степан Антонович — вчитель по класу скрипки. Завдяки їхній музично-педагогічній діяльності багато височан і мешканців навколишніх сіл отримали ґрунтовну музичну освіту. У 80-ті роки викладацький колектив налічував 19 чоловік, які мали понад 50 учнів.[джерело?]
Понад 40 років творчої праці у Будинку культури присвятила Малько Марія Гаврилівна. Завдяки її організаторським здібностям, вмінню працювати з молоддю, обдарованими височанами, спільній роботі всіх закладів культури художня народна творчість набула великої популярності, за що була нагороджена орденом «Знак Пошани». У 1966 р. почав діяти естрадний квартет у складі Чайковського Олександра (кларнет), Сокола Олексія (труба), Рибачука Костянтина (баян), Мишковця Леоніда (ударні інструменти). У 1967 р. хоровий колектив с. Висоцьк був відзначений грамотою Дубровицького райвиконкому за розвиток творчості.[джерело?]
1970 р. висоцькі митці були учасниками фестивалю самодіяльного мистецтва УРСР і нагороджені Грамотою оргкомітету. 1972 р. самодіяльний хоровий колектив Висоцька став переможцем І Всесоюзного фестивалю художньої творчості трудящих і нагороджений дипломом II ст. та медаллю «50 років СРСР». А тріо бандуристок у складі Марії Рожко, Зої Луцьке та Марії Довгомелі стали лауреатами і були нагороджені дипломом II ст. фестивалю.[джерело?]
У 1975 р. хоровий колектив під керуванням Миколи Кульчицького, вокальний ансамбль на чолі з М. С. Довго-мелею, вокально-інструментальний гурт «Полісяни» у складі Парчука Василя, Макоїда Валерія, Бережного Ігоря та Макаревича Володимира і театральний колектив стали переможцями фестивалю сільської художньої творчості з нагоди 30-річчя Перемоги у Великій Вітчизняній війні.[джерело?]
У 1983 р. за перемогу в обласному конкурсі ансамблів, що супроводжують свята та обряди, ансамбль «Височани» було нагороджено дипломом.[джерело?]
У середині 80-х років з ініціативи працівників бібліотеки Висоцька був створений ветеранський хоровий колектив під керуванням невтомного Миколи Кульчицького. Цей колектив користувався широкою популярністю серед височан та сусідів-білорусів. 25-27 листопада 1993 р. спільно з аматорами народної творчості селища Річиця Столінського району Брестської області Республіки Білорусь було відтворено народний обряд «Сватання», який записали і показували на Брестському телебаченні. Активні учасники ветеранського колективу -Камінська Марія Артемівна, Малько Олена Микитівна, Федорчук Іван Герасимович, Малько Петро Васильович, Сидорчук Гаврило Никифорович та інші.[джерело?]
Значний вплив на культурний розвиток Висоцька мають наші літератори. І насамперед, відомий в Україні поет-байкар Петро Краскж, який видав 17 поетичних збірок і є уважним учителем молодих літераторів. Висоцьк на таких теж багатий. Альманах «На крилах слова», написаний за творами височан — майстрів художнього слова, є тому доказом.[джерело?]
Не можна обминути й такий компонент культурного життя Висоцька, як існування оркестру духової музики. Започаткував його ще у 1956 р. Майба Іван Степанович, багаторічний директор школи, активний учасник оркестру. Через цей колектив пройшло за ці роки понад 100 височан.[джерело?]
Найактивнішими були Щур Микола Трохимович, Клюйко Антон, Савончук Василь, Козубовський Юрій та інші. Сьогодні духовий оркестр працює на базі місцевої школи і складається в основному з учнів. Керує ним Макаревич Володимир Володимирович.[джерело?]
Звичайно ж, не можна залишити поза увагою хоровий колектив Будинку культури. Він був створений у травні 1998 р. з ініціативи виконавчого комітету Висоцької сільської ради (голова Яцута Г. В.) як колектив Висоцького держлісгоспу. Керівництво хором запропонували Полховській Любові Степанівні, тоді завідувачці дитячої бібліотеки, як спеціалісту з хорового співу та найактивнішому пропагандисту української пісні у Висоцьку. Любов до пісні об'єднала 38 мешканців Висоцька віком від 25 до 65 років у сільському хорі.[джерело?]
За цей час було підготовлено понад 45 пісенних творів українських композиторів, народних пісень. Перший концерт відбувся у 1998 р. до Дня Перемоги.[джерело?]
Найбільшим досягненням хору є його участь у Всеукраїнському огляді народної творчості як переможця районного огляду у жовтні 2000 р. на обласній сцені.[джерело?]
Щорічно хоровий колектив готує концерти до народних, державних і галузевих свят. Традиційним стало відзначення Дня Перемоги, Міжнародного жіночого дня, річниці Незалежності України, Свята села Висоцька з його участю. Хор запровадив вітальні концерти до Днів медичного працівника, вчителя, працівників лісу та сільського господарства.[джерело?]
Колектив є постійним учасником районних оглядів художньої творчості, зокрема фестивалю «Пісні над Горинню».
Завдяки хору у Висоцьку відроджена традиція колядування. Хоровий колектив щорічно вітає жителів Висоцька, Дубровиці, навколишніх сіл, а також сусідів-білорусів із новорічними та різдвяними святами. Постійно веде пошук пісенної спадщини Висоцька, опрацьовує пісні Висоцька та популяризує їх своєю творчістю.[джерело?]
Помітну роль у культурному житті Висоцька протягом останніх 60-ти р. відігравало кінообслуговування. Початки його сягають 1946 р. Тоді директором Висоцької районної кінофікації був Катюха Йосип Семенович, кіномеханіком Дворецький Рафаїл Степанович. На цій царині все своє життя пропрацювали: Злобина Ганна Тимофіївна, Мусієвич Олександр Степанович, Сокол Пилип Якович, Юдко Костянтин Петрович. З розвитком телебачення ця галузь культури у Висоцьку втратила свою популярність.[джерело?]

### Музей
У Висоцьку також діє народний музей історії села, створений у 1986 р. Організатор музею — Яцута Григорій Васильович. Активну участь у його створенні брав генерал Війська Польського у відставці Самуїл Микитович Малько (1905—1988 pp.), уродженець с. Висоцьк. Народний музей розміщений в окремому приміщенні площею 172 кв.м. Включає в себе три експозиційні підрозділи і налічує 2500 музейних предметів, з яких 1768 експонується у трьох залах площею 108кв.м.
Цікавими є матеріали, які розповідають про життя людини в IV ст. до н. е. на території Висоцька (за археологічними дослідженнями академіка Свєшнікова, здійсненими у 1963 p.). Це кремнієві наконечники для стріл і списів, шкребачки, ножоподібні пластинки, фрагменти кам'яного молотка, гончарного посуду, шиферне прясло, світлини жіночих прикрас та монетних гривень, знайдених на давньоруському городищі ІХ-XIII ст., розташованому у східній частині Висоцька.
Матеріали музею розповідають про визначних діячів освіти, культури, релігії, імена яких пов'язані з Висоцьком (Мелетій Смотрицький, Іван та Федора Соломарецькі, Едвард Руліковський, Вацлав Борейко). Окремою важливою групою експонатів у музеї є матеріали доби гетьманів України Богдана Хмельницького, Юрія Хмельницького, Павла Тетері.
Музей має письмові джерела, що датуються 1709 р. (Книги реєстрації шлюбів, Сповідні книги, окремі листи та документи церковні й світські). Велика колекція предметів матеріальної культури зберігається в музеї, а саме з рільництва, рибальства, гончарства, бджолярства, ткацтва. Найбільш цікавими і рідкісними є човни-довбанки, підняті з дна р. Горинь, яким вже понад 200 років, та кросна, що використовувалися для виготовлення полотна. Серед експонатів є матеріали, що розповідають про селянські заворушення доби Северина Наливайка, Річицького бунту 1910 р. та ін. Велика частина музейних експонатів свідчить про боротьбу місцевих жителів з іноземними поневолювачами за часів Російської імперії та панської Польщі, особливо на початку XX ст. та в роки Другої світової війни, за незалежність України.
Є матеріали, які розкривають трагічну долю євреїв-височан, яких за один день було повністю знищено у Висоцьку 9 вересня 1942 р. (1864 чол.). Музей має у своїх фондах матеріали, що розповідають про життя височан у повоєнні роки та у роки незалежності України.
На багатих історичних матеріалах народного музею Висоцька виховується молоде покоління протягом останніх 15 років. Завдяки музею жителі села чудово знають свою історію і пишаються його тисячолітнім віком. Перша писемна згадка про це датується 1005 роком за часів древнього православ'я, бо саме в документах про створення Турівської православної єпархії (тепер м. Турів Республіки Білорусь) Висоцьк вже був відомим під назвою Височко. За період діяльності народний музей став одним із важливих осередків культури та освіти не тільки для височан, а й для жителів навколишніх сіл Дубровицького району, і є пропагандистом ідей незалежної України.
Музей систематично поповнюється новими експонатами, у зібранні та вивченні яких беруть активну участь школярі, молодь і всі жителі Висоцька. Щорічно у музеї буває понад 1500 відвідувачів — височан та гостей Висоцька.

### Бібліотека
В 1947 році було відкрито хату-читальню. Першим завідувачем був Сокол Микола Якович та Юдко Ярофій Сидорович. Хата-читальня була розміщена на вулиці Підв Казимірчика Дем'яна.
У 1952 році відкрила двері Масова бібліотека, а в 1961 — дитяча. Першими завідувачами були Самко Галина Федорівна та Гром Параска Давидівна.
В 50-х роках працювала Вигорська Людмила Олександрівна та Малько Олена Микитівна. В 60-х роках працювала Черкас Леоніла Федорівна.
З 01.01.1968 року зав. дитячим відділенням призначено Степанюк Євгенію Гаврилівну. З 27.12.1971 року Степанюк Євгенію Гаврилівну переведено на посаду зав. сільською бібліотекою, а зав. дитячим відділом призначено Полховську Любов Степанівну, яка працює на даний час.
В 1985 році бібліотеку перенесено з приміщення по вулиці Наливайка в приміщення про вулиці С. Малька де і зараз знаходиться.
Бібліотека неодноразово нагороджувалась почесними грамотами. При бібліотеці працював у 80-х роках клуб Ветеранів. Вже понад 10 рів в дитячому відділі функціонує ляльковий театр.
З 01.04.2000 року завідувачкою бібліотеки працює Степанюк Марія Василівна.
У 2002 році відбулася реорганізація бібліотечної мережі, внаслідок якої публічні і шкільні бібліотеки об'єдналися в єдину централізовану систему публічно шкільних бібліотек. Зав. шкільним відділом працює Дворак Галина Йосипівна.
З 01.01.2011 року завідувачкою дитячого відділу працює Таборовець Катерина Михайлівна.

### Пам'ятний знак «Єврейське кладовище»
Здавна у селі Висоцьк проживала значна кількість єврейського населення. Перша писемна згадка про них датується 1774 роком. Євреї відігравали значну роль в економічному житті містечка (Висоцьк до 1959 року мав статус містечка), посідали важливе місце в галузі культури і освіти. У всі часи вони жили в мирі і злагоді з місцевим населенням. За період існування поселення тут не було ніяких міжнаціональних протиріч. З плином часу кількість єврейського населення значно зростала. Згідно з даними перепису населення в 1939 році у Висоцьку проживало 893 євреї.
Початок Другої світової війни став чорною датою в історії євреїв: в життя почали втілювати заходи з «остаточного вирішення єврейського питання». Ця трагедія не оминула і єврейське населення Висоцька. В липні 1942 року було збудовано гетто в межах єврейського містечка. Сюди ж було зігнано і єврейські сім'ї із сусідніх сіл. Розпочалася підготовка до знищення мешканців табору. За свідченням колишнього коменданта Висоцького району Сидорчука Івана, приблизно 25 серпня 1942 року працівник СД Еттель дав наказ взяти з табору (гетто) 15 чоловік для підготовки ями, яка розташовувалась на південній околиці містечка на березі річки Горинь. Еттель сам визначив її розміри: 30 метрів завдовжки, 5 метрів завширшки і 3 метри глибиною. Біля входу в яму були вириті сходинки. Від місцевого населення надходили чутки, що за містечком вже копають яму для страти. Єврейська рада неодноразово намагалася дізнатися правду. Та поліція запевняла, що там готують військові траншеї і нічого більше. У кожного єврея був приготовлений вузлик із продуктами і одягом, необхідними для втечі. Всі усвідомлювали, що смерть близько, але все ж сподівалися на диво… У вівторок 8 вересня 1942 року, за день до страти, у Висоцьк була доставлена німецька техніка, гармати. Командували цим всім лише шість німців. Всі інші — українська поліція з навколишніх сіл, кількість якої була набагато збільшена. Загальна напруга зростала. Увечері 8 вересня юденрат не отримала, як завжди, заявок на роботу. У гетто запанував страх. Багато єврейських сімей пропонували втікати. Та кожного, хто намагався залишити його межі в ту ніч, чатувала нагла смерть. Табір був оточений посиленою озброєною охороною, яка напоготові чекала нову мішень. Тоді зустріла свою смерть на порозі власного будинку Хана Лопата та багато її побратимів. «Вранці ми прокинулися від пострілів», — так згадує вересневий ранок один із мешканців гетто, — «Територія табору була під прицілом озброєних поліцаїв, які стояли на відстані близько двадцяти метрів один від одного і пильнували, щоб ніхто крадькома не вибрався крізь колючий дріт». 9 вересня 1942 року (тобто в день страти) німецькі поліцаї посилили охорону табору, з самого ранку почали виганяти всіх мешканців гетто, обшукуючи кожен будинок, на площу містечка. Було зібрано близько 2 тис. чоловік. Всіх присутніх поставили на коліна і провели ретельний обшук. Тих, що пройшли обшук, квапливо переганяли в інший стрій. Хто не встигав швидко зібратися, німці вбивали на місці ударами прикладів чи пострілами з автомата. Так було страчено 25 — 30 чоловік. Наприклад, у такий спосіб загинула сім'я Винника Йоселя, що складалася з трьох чоловік. Після завершення обшуку всіх, хто знаходився на площі, незалежно від статі і віку вишикували в колону по 4 чоловіки. Потім розділили людей на три колони. Під посиленою поліцейською охороною першу колону в'язнів, близько 500 осіб, погнали вулицею Підвисоцькою (сучасна назва) на розстріл. На південній околиці містечка над Горинню заздалегідь була викопана глибока яма для страти і захоронення приречених. Місце розстрілу теж охоронялося німцями. Не доходячи до ями метрів 30-40, варта з незворушною педантичністю примушувала всіх жертв роздягатися перед смертю. Весь одяг сортували по купках — чоловічий, жіночий, дитячий. Німці добре знали, що оголена людина зразу втрачає силу супротиву, перестає боротися проти долі, разом з одягом позбавляється сили життєвого інстинкту. Людина стає пасивною і безпорадною. І ось тут почалися страшні сцени. Велике передчуття людям підказувало, що вони востаннє бачать одне одного, що вже ступили на поріг смерті. Поцілунки, благословення, сльози, у котрі вони вкладали весь свій біль і відчай. Зчинився галас. Присутні почали розбігатися в напрямку річки Горинь. Автомати повели свою криваву розмову. Втікачі були зупинені: хто гарячою кулею, а основна маса волею страху. Розстріли проходили наступним чином. По 5 чоловік заводили в яму, клали на землю, а потім пострілом з автомата в потиличну частину черепа розстрілювали. Наступні 5 осіб стояли на сходинках в яму, а інші 5 — чекали зверху біля неї. Вбивства проводили два німці, що стояли в ямі. Вони були п'яні, у білій формі із закачаними рукавами. Деякі сім'ї хотіли, щоб їх розстріляли разом. Вони бралися за руки й так підходили до ями. Коли ж їх було більше 5-ти чоловік у партії, німці силою примушували їх роз'єднуватися. Якщо хтось із тих, кого розстрілювали, не хотів лишатися в іншу партію, німці забивали їх до смерті прикладами, наносячи удари в лобову частину голови. Чимало людей від цих ударів просто втрачали свідомість. Тоді німці їх розстрілювали біля ями і примушували родичів кинути тіла вниз. Підлітків і немовлят вбивали на краю ями, а матерів примушували кидати їх у могилу. Наприклад, Шустер Геня, у якої на руках була дитина, від удару прикладом втратила свідомість і випустила немовля. Один із поліцаїв швидко розквитався з ним прикладом автомата і примусив матір вкинути його у яму. Другу групу вели цим же маршрутом. Проте люди вже знали, що йдуть на страту, і почали розбігатися. Багатьох розстріляли. Їхні тіла позвозили до місця поховання. Третю колону повели по вул. Містечковій через Борок, щоб не можна було врятуватись нещасним мученикам від смерті.
Щодо кількості страчених в урочищі «Борок», то зустрічаються неоднозначні цифри. А.Круглов називає — 700 осіб; «Российская еврейская энциклопедия» — вказує, що «1400 євреїв були розстріляні». Хоча, ми вважаємо, що вірнішим слід вважати число 1864 особи, яке зустрічається в більшій кількості джерел, зокрема: працях «Висоцьк: із глибини віків до сьогодення», «Голокост на Рівненщині»; таку ж цифру наведено і в заключенні «Надзвичайної державної комісії зі встановлення і розслідування злодіянь німецько-фашистських загарбників та їх спільників» По закінченні кривавої розправи яму засипали землею, щоб прикрити тіла. Старожили Висоцька розповідають, що ще протягом декількох днів бігла струмками кров та де-не-де ворушилася земля на місці розстрілу.

## Релігія

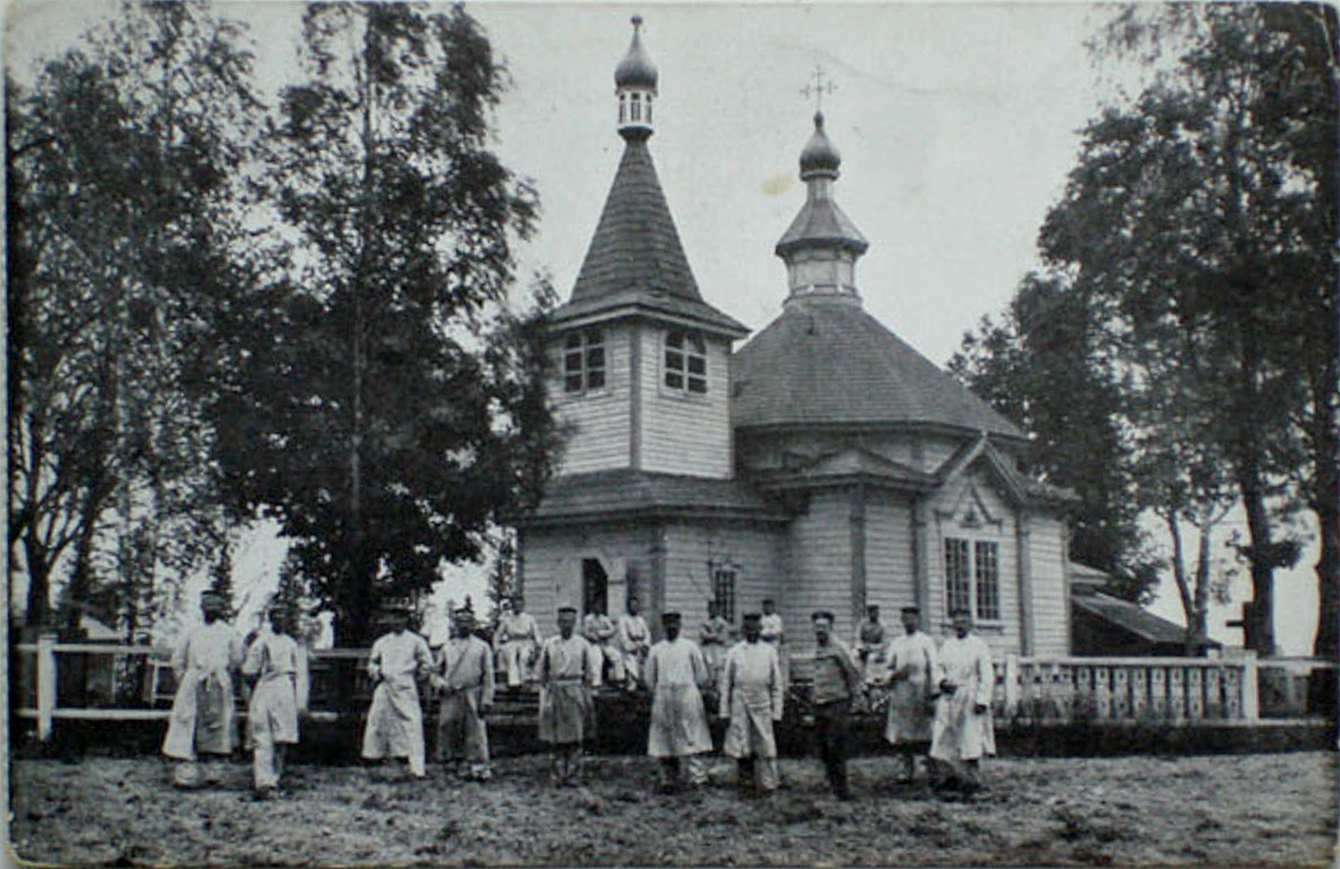
Церква, 1910-ті роки

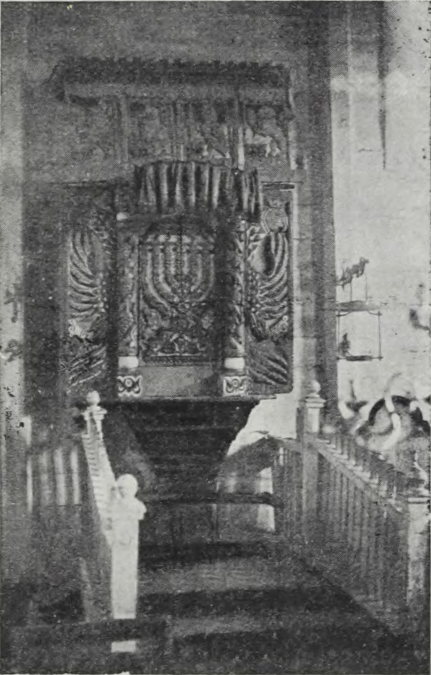
Синагога у Висоцьку, 1935 рік

У першій половині XIX століття в містечку Висоцьк, яке тоді входило до складу Ровенського повіту, діяла греко-католицька церква Успіння Богородиці, до парафії якої належало село Річиця, з 1840-х років ця церква діяла вже як православна та називалася церквою Успіння Пресвятої Богородиці. Також у XIX столітті в містечку діяла синагога та єрейський молитовний дім.
Список конфесійних громад станом на 2011 рік:
| Релігійна громада Свято-Успенської парафії Сарненської єпархії УПЦ | УПЦ (МП) | 25 вересня 1991   | 1300 | Церква             | [ 44 ] |
| Релігійна громада ХВЄ                                              | ХВЄ      | 23 листопада 1999 | 40   | Молитовний будинок | [ 44 ] |
| Релігійна громада ЄХБ                                              | ЄХБ      | 23 листопада 1999 | 40   | Молитовний будинок | [ 44 ] |
| — православні, — протестантські.                                   |          |                   |      |                    |        |

19 січня 2025 року церква Успіння згоріла.

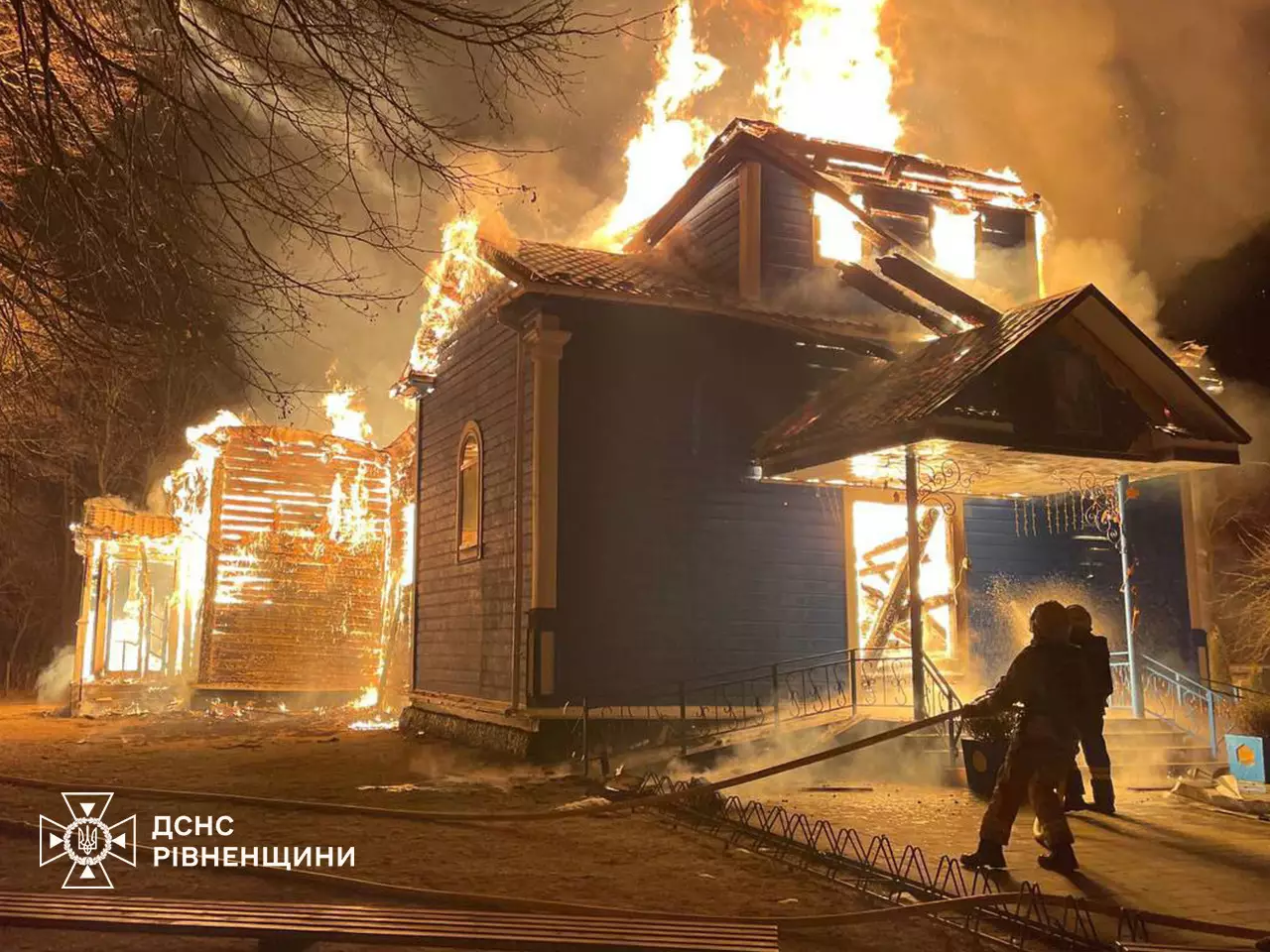
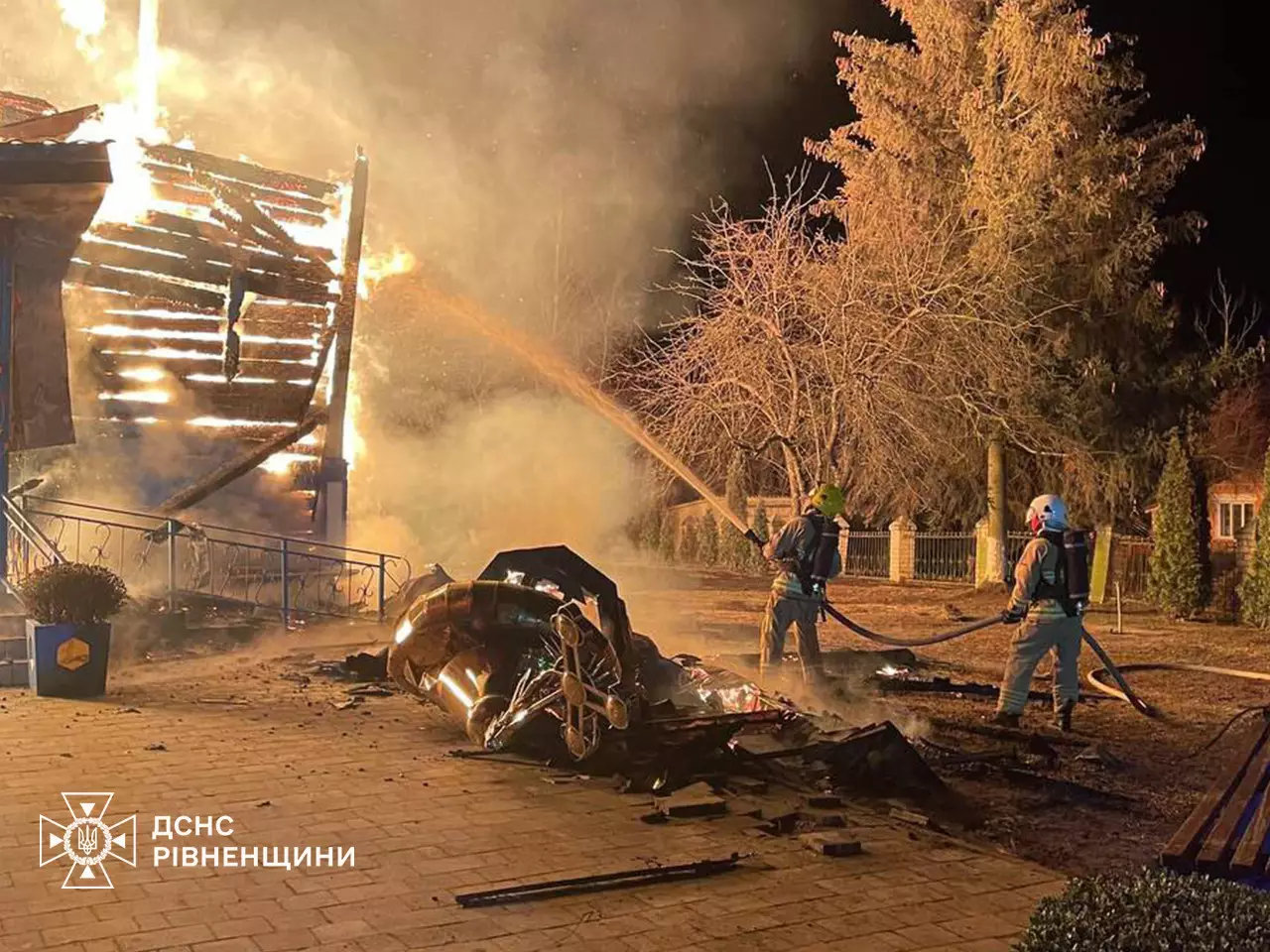
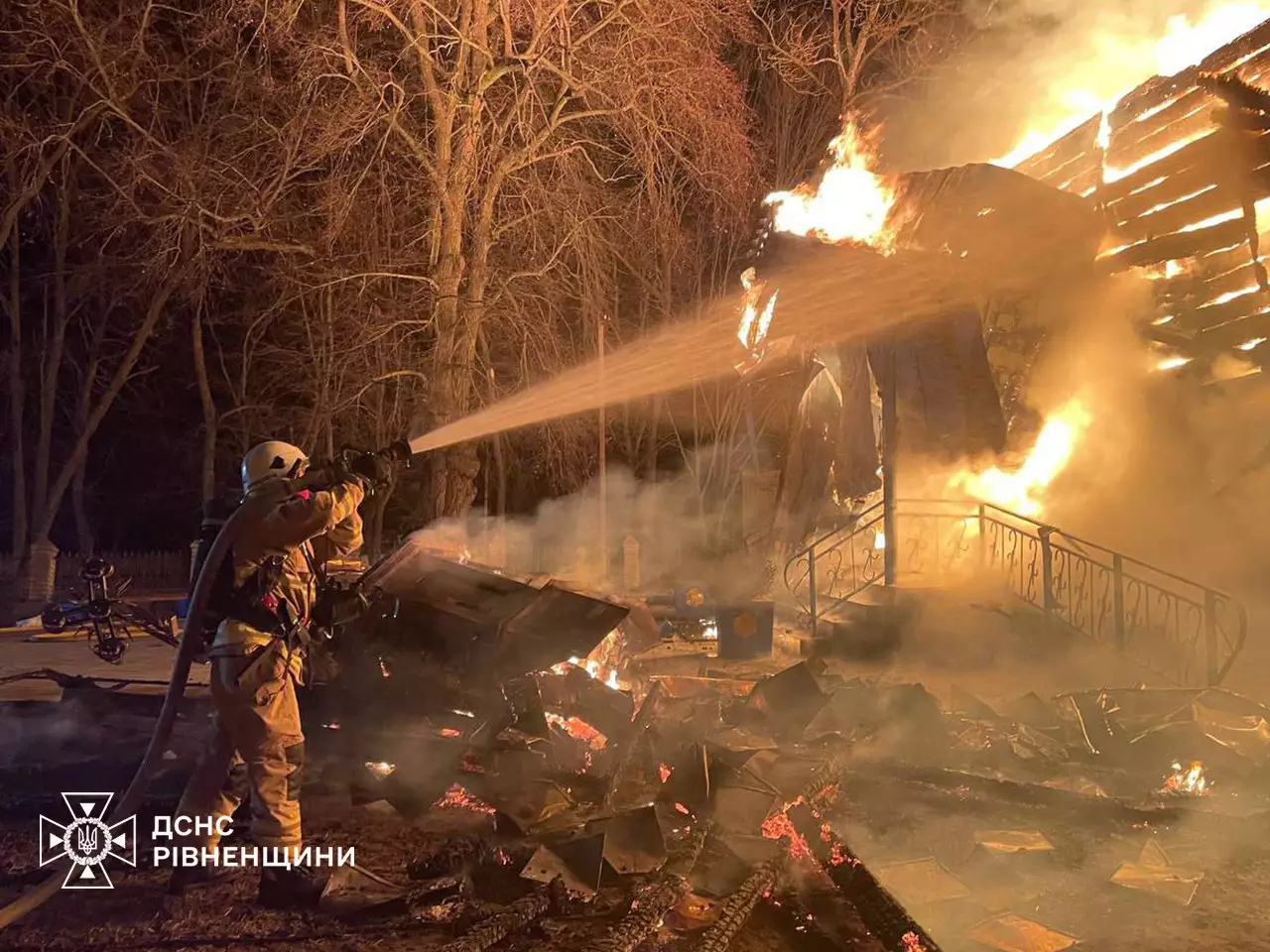

Більшість населення Висоцька є православними християнами. Також є і п'ятидесятницькі протестанти, євангелісти, свідки Єгови та католики. В селі існує одна церква та п'ятидесятницький «Дім молитви».
Достеменно відомо, що першу православну церкву у селі спорудили ще в 1639 році висоцькі князі Реґіна та Ян-Владислав Соломарецькі на власні кошти. У Висоцьку й досі святкують Вознесіння Господнє як храмове свято.
Відомий дослідник історії Висоцька Едвард Руліковський у своїй праці про Висоцьк у 1895 році складає опис. Там зазначено: «…над призамковим канал ом… стояла церква з тесаного дерева, покрита гонтою, з чотирма роговими куполами, а п'ятий, великий, всередині. У церкві було п'ять вівтарів, а поруч церкви — дзвіниця…»
То був період оборони православ'я від унії, насильно запроваджуваної Польською державою. Учасниками цих подій був і будівничий церкви, князь Ян-Владислав Соломарецький та Мелетій Смотрицький, полум'яний захисник православної віри. Перебуваючи у дружніх стосунках із висоцьким князем, він деякий час проживав у Висоцьку. У книзі «Плач східної церкви», під іменем Ортолога, Смотрицький скаржиться на втрату найвпливовіших родин, що перейшли в католицизм. «Де дім Острозьких..,-запиту є він, -що славний перед іншими сяйвом древньої віри?.. Де славні, сильні у всьому світі, відомі мужністю і хоробрістю Ходкевичі?.. Злодії відняли у мене цю дорогоцінну одежу (розповідалось у цьому творі від імені церкви) і тепер наругу чинять над моїм бідним тілом, із якого всі вийшли».
Наведені факти підтверджують міцність і незгасимість православного світоча у Висоцьку. Бо поряд із церквою діяв і католицький костел, і володів Висоцьком більше сотні літ католицький орден єзуїтів (до 1773 року).
Характерною ознакою православної церкви того часу була соборноправність. Ніхто з її ієрархів не правив самовладне, ніхто з духовенства не приходив до громадян непрошений. Всі церковні посади були виборні. Висоцьку церковну владу обирала парафіяльна громада, вона обирала кандидата, а єпископ її благословляв чи освячував. Усі Богослужіння відправлялися з урахуванням місцевих звичаїв, у тому числі таких, як освячення квіток на Маковея, плодів на Спаса та інше. Церква мала власний Місяцеслов. Зокрема і нині Навський Великдень святкується у четвер, а не на Провідну неділю.
Висоцька церква мала свої улюблені свята. Свята Богородиці надзвичайно шануються, особливо Благовіщення, коли, за народним повір'ям, навіть птах гнізда собі не кладе. Завжди у храмі звучить церковна проповідь, жива, народна. Церковним співом Висоцька церква особливо славиться. Богослужбова мова від початку і донині старослов'янська, пристосована до місцевих умов. У всіх церковних службах бере участь церковне братство (братчики, братчиці). Вони опікувалися дотриманням церковних правил і порядком у святому храмі. Обираються туди особливо стійкі у вірі височани з найпорядніших родин.
З письмових джерел від 9 травня 1841 року, що збереглися донині, відомо, що Висоцька Богородично-Успенська православна церква була підпорядкована Волинській духовній консисторії (архієпископ Никонор) у складі Дубровицького благочиння (Благочинний протоієрей Йосип Теодорович). До цього вона знаходилася у складі Литовської єпархії Рівненського духовного правління.
У 1842 році Указом № 2246 від 10 грудня запроваджується звітність про організацію селищних училищ, у тому числі у Висоцьку при церкві, для навчання поселян, у тому числі православних, римокатоликів, розкольників, лютеран, євреїв.
Православних віруючих у приході в 1912 році було 2847 чоловік. Усіх православних родин — 352. У 1870 році церковним старостою у Висоцькій церкві був Прокопій Рожко.
Почесні прихожани: Лаврентій Пригон, Давид Дунчич, Федір Гром, Ярофій Рожко, Роман Рожко. Цього року причтом церкви разом із церковним старостою Прокопом Рожком та шістьма почесними прихожанами за підписом і прикладанням печатки церковної був складений опис Успенської церкви з майном і угіддями, до неї належними, у якому зазначено: "Церква в м. Висоцьк дерев'яна, хрестова, з одним куполом і папертю, побудована на схід вівтарем, кутів прямих має 5, косих — 16. Довжина від паперті на схід 8 сажнів і 1 аршин. Шириною 8 сажнів, у хрестовій частині ширина і довжина 3 сажні і 1 аршин. Стоїть на дубових палях, ззовні «ошальована» дерев'яними дошками. Фундамент не потребує ремонту, але стіни неміцні. З підруб видно, що вони підкладені не дуже давно. З розповідей місцевих жителів, років близько 40. По кутах потребують укріплення. Дах із соснової ґонти досить міцний. Дощу не пропускає. В одному тільки куті з південної сторони трохи протікає. Верхня частина купола покрита жерстю.
Двері із заходу подвійні. У вівтарній частині з півдня і з півночі, тобто в ризницю і паламарню, по одних дверях простих. У паперті із заходу двері великі, подвійні, а з півночі — малі, прості. Підлога у всій церкві дерев'яна. Стеля в хрестовій частині овальна, підтримується 8 колонами. Від підлоги до нижніх віконець чотири з половиною аршина. Віконець у першому ярусі великих вісім, у другому ярусі теж вісім, але меншого розміру. У найвищому куполі вісім малих віконець. Сама церква висотою до хреста над куполом 10 сажнів і 2 аршина. Дзвіниця дерев'яна, на дубових палях, побудована ЗО років тому в двох ярусах. Вкрита гонтою. Довжина і ширина її — шість з половиною аршинів, з одними дверима. Розташована на відстані 6 сажнів і 1 аршин від церкви, у західному куті церковного цвинтаря. Дзвонів є п'ять. Один із них вагою близько двадцяти пудів, вилитий у 1866 році прихожанами разом з причтом. Другий вагою близько восьми пудів, перелитий тоді ж із розбитого дзвона. Інші дзвони невеликі. Один вилитий 1600 року, другий — 1775 року, третій, найменший дзвін, вилитий у першій половині нинішнього століття. Всі вони забрані німецько-нацистськими загарбниками уроки II світової війни.
Цвинтар церковний обгороджений дерев'яним парканом. Для зменшення витрат не обведений увесь парканом стороною від сходу до копаного рову. Довжина становить 53 аршина, а ширина 44 аршина. Тут, на цвинтарі, раніше хоронили померлих. Залишилося навіть декілька надмогильних каменів. Місце цвинтаря, де розміщена і церква, — східна сторона містечка, що прилягає до лугу з південного сходу.
Коли і ким побудована ця церква, достеменно невідомо. Стверджувати лише можна, що вона споруджена князями Соломарецькими за часів древнього православ'я наприкінці XV чи на початку XVI ст. До цієї думки наштовхує те, що за таким планом і такий вигляд мають церкви в сусідніх приходах у с. Удрицьк Рівненського повіту і в селах Теребежов та Смородськ Пінського повіту. Названі села складали володіння Соломарецьких. Тут збереглися народні перекази про будівництво цих церков Соломарецькими. Вищезгадані церкви дуже ветхі.
Стверджувати, що наша церква побудована єзуїтами, у володіння яких потрапив Висоцьк на початку XVII ст., не можна через те, що єзуїтська каплиця розташовувалася від церковного цвинтаря на відстані близько 15 сажнів на захід. Під нею був кам'яний погріб для поховань мертвих тіл.
Погріб цей розібраний поміщицею Богомилою Глембоцькою в минулому 1869 році, а сама каплиця розібрана на початку нинішнього століття. Є старожили, які пам'ятають цю єзуїтську каплицю.
Престол у церкві один, в ім'я Успіння Пресвятої Богородиці з царськими дверима висотою 3 % аршина, шириною 1 3/4 аршина. Святий Антимінс на атласі жовтого кольору, виданий єпископом Литовським Йосипом 1840 року серпня 6 дня.
Ікони:
1. на південних воротах — ікона Архістратига Гавриїла;
2. на північних — ікона Архістратига Михаїла;
3. на північ від престола — прос'комідійний жертовник;
4. нагорнім місці-розп'яття Спасителя, вбране рушниками.

Вище над ним — ікона «Пресвятой Троици, возлагающая венец на Пресвятую Деву».
Перед жертовником — «Икона Спасителя, благослов-ляющего хлебы и вино», а з протилежного боку — плащаниця, що висить на стіні.
У вівтарі також є ікони Святителя Митрофана і Богоматері.
Далі в церкві є дві намісні ікони Спасителя і Богородиці на полотнищах. Перед правим крилосом — ікона Василія Великого, перед лівим — Святителя Миколи. Далі за правим крилосом — ікона Спасителя і Богоматері на дереві, а за лівим
1. Святителя Миколи. «Подвижная» ікона із зображенням з одного боку Преображенія Господня, а з іншого — Богородиці. Над царськими воротами.- ікона Успіння Богородиці. Над південними — образ Воскресіння, над північними;
2. Різдва Спасителя.

Хоругов із різними зображеннями — шість. Начиння церковне:
1. З срібні чаші, позолочені; 1 дискос мідний, позолочений із звіздицею такою ж;
2. дискосів малого розміру без п'ядесталів — 2 мідних;
3. дарохранительниця жерстяна посріблена із ящиком всередині у вигляді труни, срібним, позолоченим — 1;
4. лжиця срібна, позолочена — 1, а друга — жерстяна, теж позолочена;
5. копій сталевих — 2;
6. хрести: один напрестольний, срібний, позолочений з мідним п'ядесталом посрібленим;
7. ручних хрестів жерстяних, посріблених — 2;
8. купель жерстяна — 1;
9. антидарна таріль жерстяня, посріблена — 1;
10. судець мідний, малого розміру, для зберігання святої води — 1;
11. кропило — 1;
12. панікадило на 14 свічок у вигляді яруса — 1;
13. підсвічники великі перед намісними іконами — 2, на престол — 2, на жертовник великі — 2 і перед іншими іконами цинкових — 4;
14. на жертовнику хрест із зображенням Спасителя жерстяний, посріблений — 1;
15. дарохранительниця похідна з маленькою іжицею — 1;
16. килим перед престолом — 1;
17. сундуків простих — 2.

## Освіта
У селі діє Висоцька загальноосвітня школа І-ІІІ ступенів. У 2011 році в ній навчалося 244 учні (із 420 розрахованих) та викладало 34 учителі.
Дошкільна освіта представлена дитячим садком «Висоцький дошкільний навчальний заклад „Льонок“», у якому станом на 2011 рік навчалося 36 дітей і працювало 4 учителі та вихователі.

### Школа
Початки освіти у Висоцьку слід шукати в письмових джерелах православної церкви, починаючи з 1842 р. Так, благочинний Дубровицького благочиння православної церкви о. Теодорович у листі до настоятеля Висоцької парафії рекомендує розпочати навчати хлопчиків грамоти при місцевій церкві. У 1842 році Указом № 2246 від 10 грудня запроваджується звітність про організацію селищних училищ, у тому числі у Висоцьку при церкві, для навчання поселян, у тому числі православних, римокатоликів, розкольників, лютеран, євреїв.
У грудні 1864 р. була відкрита церковнопарафіяльна школа у Висоцьку. Навчав дітей у ній дяк місцевої церкви Давид Давидович Вечорко з 1873 р. Утримувалася школа на кошти прихожан, жителів Висоцька та Річиці.
З письмових джерел Музею історії Висоцька відомо, що навчав дітей народний учитель Олександр Іванович Львович. У 1884 р. йому було 28 років. Був одружений і проживав із сім'єю у Висоцьку. У1893 р. церковнопарафіяльна школа була реорганізована в однокласне міністерське училище. 1893 р. вже працював народний учитель Ігнатій Іванович Мельников, 28 років, одружений.
У 1907 р. у Висоцьку було відкрите двокласне училище, де працювало 5 вчителів. Тоді у ньому навчалося 200 дітей. Навчання маленьких височан продовжувалося за рахунок держави з такою ж кількістю школярів до 1920 р.
За часів панування Польщі у Висоцьку шкільна освіта була повністю полонізована. Навчання велося польською мовою. Школярів часто карали навіть за те, що на перервах вони розмовляли українською мовою.
Значним поштовхом для розвитку освіти стало приєднання Висоцька до України в 1939 р. Освіту мали змогу здобути безкоштовно не тільки діти, а й дорослі. Дещо сповільнила цей розвиток тимчасова німецька окупація з липня 1941 по січень 1944 рр.
Та вже 1944 р. до початку навчального року у Висоцьку було відкрито дві школи. У 1945 р, одна з них, за сприяння Висоцького районного відділу освіти (завідувачка Валентина Амелькович), була реорганізована в семирічну. Навчалося у цій школі близько 200 учнів. Директором стала педагог Сисцова (1945—1947 pp.). У той час вчителями працювали Поліна Белобаб, Марія Артемівна Савицька.
З 1947 по 1955 pp. директором Висоцької школи був Олексій Михайлович Мілов. Зі Східної України приїхали молоді вчителі, бо місцевих педагогічних кадрів не було. Серед тих, хто приїхав у Висоцьк, були Красюк Петро Харитонович, Лой М. Г., Костенко М. І., Дворецька Галина Яківна, Рожко В. Й., Камінська М. А. Школа розміщувалася у пристосованих приміщеннях, однак колектив на високому методичному рівні забезпечував навчальний процес.
З травня 1949 р. у Висоцьку діє школа сільської молоді.
У серпні 1950 р. Висоцька семирічна школа стала середньою. У ній здобували освіту 354 дітей. Ті, що закінчили 9 клас у 1952 p., через скорочення кількості учнів закінчували навчання у Дубровиці в 1953 р.
Перший випуск Висоцької середньої школи відбувся у 1954 р. у кількості 23 випускники. Усі вони пізніше здобули середню спеціальну та вищу освіту.
У 1955—1956 pp. директором школи був Терещенко Петро Васильович. У липні 1956 р. директором була призначена Петровська Ганна Григорівна, яка працювала на цій посаді до серпня 1968 р. У той час педагогічний колектив був одним із найсильніших і користувався незаперечним авторитетом у районі та області. За плідну працю вчителям Красюку П. Х., Старику О. Т., Петровській Г. Г., Савончук O.L, Салаті К. Ю. було присвоєно звання «Відмінник народної освіти».
1956 р. вчителю початкових класів Камінській Марії Артемівні присвоєно високе звання «Заслужений вчитель України».
1958 р. школа сільської молоді реорганізована у вечірню школу, де працювали 8 вчителів.
Висоцька школа налагодила дружні зв'язки з вчителями Речицької середньої школи Столінського району Білорусі.
У 1964 р. у Висоцькій школі навчалося 826 учнів.
1967 р. розпочалося, а у вересні того ж року було завершено будівництво нового приміщення для початкових класів. Будівництво виконувалося місцевим колгоспом (голова правління Петровський М. Й.).
У серпні 1968 р. директором школи став Майба Іван Степанович. За роки його директорства було збудовано нову триповерхову школу. Дякуючи його титанічним зусиллям та допомозі колгоспу, лісгоспу, всій сільській громаді, 1 вересня 1977 р. відбулося її урочисте відкриття. Це дало змогу налагодити навчальний процес згідно з сучасними вимогами.
За роки роботи Висоцької середньої школи тут здобули середню освіту 2320 учнів. Із золотими та срібними медалями закінчили навчання понад 60 учнів, а 250 нагороджені Похвальними грамотами за особливі успіхи у вивченні окремих предметів.

### Дошкільна освіта
Суспільним дошкільним вихованням дітей у Висоцьку розпочали займатися в 1940—1941 pp. Тоді в колгоспі ім. Леніна на колонії Софіївка неподалік Висоцька діяв садок-ясла. Розташовувався він на хуторі «Йорїха». Одним з вихованців його був Щур Сергій Миколайович.
Після закінчення війни у Висоцьку діяли ясла та садок за рахунок держави. Відомо, що завідувачкою одного з них була педагог Федорук Надія Гнатівна. Розташований він був у помешканні лікаря Калінського з 24 вересня 1955 року.
З вересня 1959 по вересень 1963 року очолювала дитячий садок та ясла Дворецька Ніла Феодосіївна. Разом з нею працювали Юдко Анастасія Борисівна (молодша група), Седлачек Ангеліна Юхимівна (старша група), Сидорчук Денис — завгосп. З 1963 р. по 1973 р. завідувачкою працювала Синицька Олена П. Педагогічний та обслуговчий персонал налічував 12 чоловік. Паралельно з державним працював дитсадок-ясла у висоцькому колективному господарстві. Завдяки голові правління Петровському було збудоване нове приміщення для дітей на вул. Поліській. Завідувачами цього садка працювали: Федорчук Марія Павлівна, Калапа Людмила Андріївна, Володько Катерина Савівна, Юдко Лідія Петрівна. Сумлінно ставились до своїх обов'язків: няня Редзель Любов Матвіївна, кухарі: Рожко Любов Улянівна, Калапа Устина Порфирівна. Виховувалося в садочку понад 100 маленьких височан. З ініціативи голови управління Бережного Петра Олександровича на початку 70-х pp. було збудовано типове приміщення дитячого садка на вул. Богдана Хмельницького (тепер кафе «Молодіжне» та магазин «Фортуна»). Тут діти виховувалися до середини 80-х pp. Через економічну недоцільність колгоспний садок було закрито, а діти стали відвідувати державний садок «Льонок».
У 1973 р. садок очолила фахівець дошкільник Мосійчук Надія Трохимівна. В 1975 р. її замінила на посаді Бруцька Галина Олександрівна. У виховному процесі використовувалися вистави Рівненського театру ляльок та кінофільми, що демонструвалися в сільському будинку культури. За сумлінну працю відзначалися Ромашок Надія Трохимівна, Кулик Ніна Максимівна, Юдко Анастасія Борисівна.
Завдяки відповідальній роботі колективу, вихователів та обслуговчого персоналу сільський дошкільний заклад завжди був у пошані серед височан. Кількість дітей у садку щороку зростала, а отже, і збільшувалась кількість груп, які змушені мешкати в орендованих приміщеннях.
В 1985 р. було розпочато будівництво типового приміщення дитячого садка на вул. Малька, у цей час завідувачкою була Шкудор Ніна Максимівна.
В 1987 р. новий двоповерховий палац-велетень відчинив свої двері для більш як 80 маленьких височан. Відтоді «Льонок» зручно розташувався у типовому приміщенні на шість груп. До послуг малят світлі кімнати для ігор та занять, просторі спальні, великий музичний зал. На подвір'ї обладнані ігрові майданчики для кожної групи та спортивний майданчик. Зона службово-побутових та виробничих приміщень також достатньо розвинута. Забезпечено оптимальні умови для приготування їжі та зберігання продуктів, прання білизни, відпочинку обслуговчого персоналу. Усе це дає змогу створювати належні мікрокліматичні умови в організації процесу виховання та підтримання здоров'я малюків.
Головним багатством дитячого садка «Льонок» є люди, які добросовісно працювали і працюють у ньому. Серед завідувачів слід відзначити Турук Лідію, Берестень Євгенію Олексіївну, Макаревич Ірину Володимирівну, Мисько Зіну Олександрівну; вихователів: Ляшенко Раїсу Гаврилівну, Опанасик Тетяну Сергіївну; помічників вихователів: Юдко Валентину Григорівну, Нагорну Віру Василівну, Протосавицьку Ніну Петрівну, Янковську Любов Миколаївну; медсестру Щур Анастасію Петрівну; кухаря Турович Світлану Аркадіївну; завгоспа Костюка Бориса Кириловича.
За час свого існування дошкільний навчальний заклад «Льонок» зібрав чималий педагогічний досвід. Під його лагідним крилом виросло кілька десятків поколінь дошкільнят та педагогів дошкільників.
Сьогодні педколектив садка поглиблено працює над всебічним розвитком особистостей дітей, вихованням їх на народних традиціях. Творчі будні вихованців дитсадка наповнені змістовними заняттями, розвиваючими та рухливими іграми, музикою, малюванням, іншими видами дитячої діяльності, спрямованими на забезпечення знань та умінь дітей, на розвиток їхньої фантазії.
Звичайно, не тільки позитивним позначене життя дитячого садка. Проблеми є як педагогічного, так і господарського характеру. Та з часом кожне питання знаходить своє вирішення. «Льонок» розвивається, якісно оновлюється, бо на ції вдячній ниві трудяться відповідальні, закохані у свою справу люди, чиї серця, мудрість, уміння та досвід віддані найдорожчому — дітям, майбутньому Висоцька.

## Символіка

### Прапор та герб

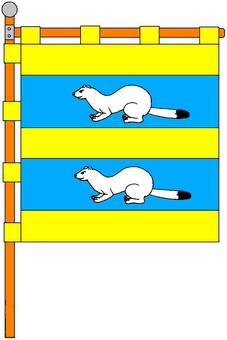
Прапор Висоцька

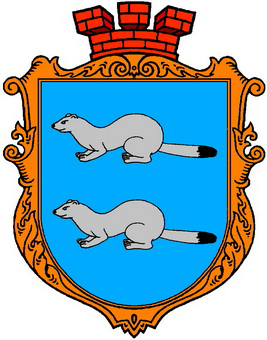
Герб Висоцька

Повернення символів місцевого самоврядування є не тільки відродженням давньої традиції, а й важливим явищем у формуванні історичної свідомості та культури нашого народу. Відповідно до Закону України «Про місцеве самоврядування в Україні» територіальні громади можуть приймати свої герби і прапори. Проведені пошуки не дали змоги встановити, яким гербом користувалося містечко. Тому Українське Геральдичне Товариство взялося за розробку нових символів.
Оскільки давній знак містечка виявити не вдалося, рішенням сільської ради від 31 липня 1997 року № 53 затверджено нові символи. Автори проектів — А.Гречило та Ю. Терлецький.
Герб Висоцька: у синьому полі два срібні горностаї, один над одним.
Прапор Висоцька: квадратне жовте полотнище; на відстані в 1/6 ширини прапора від верхнього та нижнього країв йдуть дві сині смуги (шириною в 1/4 ширини прапора кожна), на яких зображено по білому горностаю, повернутому до древка.
Нові знаки відображають місцеву природу, історичний рід заняття мешканців містечка (полювання та хутрові промисли), його розташування (синій колір у гербі та смуги на прапорі вказують, що містечко омивалося з усіх боків водою, а жовті смуги означають мости та греблі).
Герб вписано у декоративний картуш, увінчаний срібною міською короною, що свідчить про колишній міський статус поселення. Прапор повністю відповідає вексилологічним вимогам та історичній традиції і може застосовуватися з додатковим горизонтальним кріпленням як хоругва.

### Гімн
Рішенням Висоцької сільської ради від 27 лютого 2004 року № 104 відповідно до Закону України «Про місцеве самоврядування в Україні» було затверджено Гімн Висоцька. Текст написав місцевий автор Петро Паливода, а музику — Микола Буткевич.
ГІМН ВИСОЦЬКА
Віками вмиваєшся в славній Горині

У щедрім, веселім, поліськім краю.

Ти крапле барвиста в святій Україні,

Шаную тебе я, як волю свою.
Приспів:
Ти, Висоцьку мій зореносний,
І радість, і щастя моє.
Тут батьків поріг непорослий: І перше кохання моє.
Ти — острів маленький у повені пишній,

Де в хвилях гойдаються завжди човни,

Ростуть у садах твоїх яблуні й вишні,

В молочному цвіті красують вони.
Приспів.
Твій обрій втопає у луках зелених,

Де в лозах співають пісні солов'ї,

А в небі курличчя журавок веселих,

Закоханих в наші озерні краї.
Приспів.
Віками вмиваєшся в славній Горині

У щедрім, веселім, поліськім краю.

Із давніх-давен і до світлого нині

Тебе ми шануєм, як волю свою.
Приспів.

## Інфраструктура
У селі діє дільнича лікарня та аптека. У селі наявний сквер площею 700 м². Наявне відділення поштового зв'язку.
В селі діє Висоцький держлісгосп. Вид діяльності — лісове господарство.[джерело?]

## Відомі люди

### Народились
- Верес Василь Аполлінарович — сучасний український поет, журналіст, нарисовець.
- Костюк Володимир Кіндратович — доктор ветеринарних наук, професор, академік Академії Наук Вищої Освіти України.
- Нагорний Лаврентій Федорович — український поет, гуморист, прозаїк, журналіст, член Спілки письменників України.
- Самуель Малько[pl] — бригадний генерал Польської народної армії.

### Пов'язані із селом
- Красюк Петро Харитонович — український поет, байкар, гуморист, сатирик. Вчителював і похований у селі.
- Григорій Перегіняк (псевдо: «Коробка», «Довбенко», «Довбешка»; 8 січня 1908, с. Старий Угринів, Калуський район, Івано-Франківська область — 22 лютого 1943, м-ко Висоцьк, Дубровицький район, Рівненська область) — організатор збройних відділів УПА на Волині.

#### Книги
- Коротун І. М., Коротун Л. К. Географія Рівненської області в 3-х частинах. — Рівне, 1996. — 274 с.
- Сас П. М. Феодальные города Украины в конце XV — 60-х годах XVI в. — К. : Наук. думка, 1989. — 232 с. (рос.)
- Населённые места Российской империи в 500 и более жителей : с указанием всего наличного в них населения и числа жителей преобладающих вероисповеданий по данным первой всеобщей переписи населения 1897 г / Тройницкий Н. А. — СПб, 1905. — 389 с. (рос. дореф.)

#### Офіційні дані та нормативно-правові акти
- Паспорт Дубровицького району (станом на 1 січня 2011 року) (doc). Дубровицька районна рада. Архів оригіналу за 10 лютого 2015. Процитовано 16 жовтня 2019.

#### Мапи
- Історичний Атлас України / Гол. ред. Л. Винар; Упорядн.: І. Тесля, Е. Тютько. Українське історичне товариство. — Монреаль; Нью-Йорк; Мюнхен, 1980. — 182 с.